# 石川県議会議員選挙
石川県議会議員選挙（いしかわけんぎかいぎいんせんきょ）は石川県の議決機関である石川県議会を構成する県議会議員を改選するための日本の地方選挙である。

## 定数
|        | 金沢区 ↓ 金沢市 | 江沼郡 ↓ 加賀市江沼郡 ↓ 加賀市 | 能美郡 ↓ 能美市能美郡 | 小松市 | 石川郡 ↓ 松任市石川郡西部 ↓ 白山市 | 石川郡東南部 | 石川郡 ↓ 野々市市 | 河北郡 | かほく市 | 能登 | 越中 | 越前 | 計 |
| ------ | --------------- | ------------------------------ | --------------------- | ------ | ---------------------------------- | ------------ | ----------------- | ------ | -------- | ---- | ---- | ---- | -- |
| 1878年 | 4               | 2                              | 3                     | -      | 4                                  | -            | -                 | 3      | -        | 11   | 22   | 20   | 69 |
| 1883年 | 5               | 3                              | 5                     | -      | 5                                  | -            | -                 | 4      | -        | 14   | -    | -    | 36 |
| 1891年 | 4               | 2                              | 5                     | -      | 5                                  | -            | -                 | 3      | -        | 12   | -    | -    | 31 |
| 1899年 | 3               | 3                              | 5                     | -      | 5                                  | -            | -                 | 3      | -        | 12   | -    | -    | 31 |
| 1907年 | 4               | 2                              | 5                     | -      | 5                                  | -            | -                 | 3      | -        | 12   | -    | -    | 31 |
| 1911年 | 4               | 2                              | 4                     | -      | 5                                  | -            | -                 | 3      | -        | 13   | -    | -    | 31 |
| 1915年 | 5               | 2                              | 4                     | -      | 4                                  | -            | -                 | 3      | -        | 13   | -    | -    | 31 |
| 1919年 | 6               | 2                              | 4                     | -      | 4                                  | -            | -                 | 3      | -        | 12   | -    | -    | 31 |
| 1923年 | 5               | 2                              | 4                     | -      | 4                                  | -            | -                 | 3      | -        | 12   | -    | -    | 30 |
| 1927年 | 6               | 2                              | 4                     | -      | 4                                  | -            | -                 | 3      | -        | 11   | -    | -    | 30 |
| 1939年 | 8               | 2                              | 4                     | -      | 3                                  | -            | -                 | 2      | -        | 12   | -    | -    | 31 |
| 1947年 | 10              | 3                              | 3                     | 3      | 3                                  | -            | -                 | 4      | -        | 17   | -    | -    | 43 |
| 1951年 | 12              | 4                              | 3                     | 3      | 4                                  | -            | -                 | 3      | -        | 16   | -    | -    | 45 |
| 1955年 | 12              | 3                              | 3                     | 3      | 4                                  | -            | -                 | 4      | -        | 16   | -    | -    | 45 |
| 1959年 | 13              | 3                              | 2                     | 4      | 4                                  | -            | -                 | 4      | -        | 15   | -    | -    | 45 |
| 1963年 | 14              | 3                              | 2                     | 4      | 4                                  | -            | -                 | 3      | -        | 15   | -    | -    | 45 |
| 1967年 | 15              | 3                              | 2                     | 4      | 4                                  | -            | -                 | 3      | -        | 14   | -    | -    | 45 |
| 1971年 | 15              | 3                              | 2                     | 4      | 2                                  | 2            | -                 | 3      | -        | 14   | -    | -    | 45 |
| 1975年 | 16              | 3                              | 2                     | 4      | 2                                  | 2            | -                 | 3      | -        | 14   | -    | -    | 46 |
| 1983年 | 17              | 3                              | 2                     | 4      | 2                                  | 2            | -                 | 3      | -        | 14   | -    | -    | 47 |
| 1991年 | 17              | 3                              | 2                     | 4      | 3                                  | 2            | -                 | 3      | -        | 13   | -    | -    | 47 |
| 1999年 | 17              | 3                              | 2                     | 4      | 3                                  | 3            | -                 | 3      | -        | 13   | -    | -    | 48 |
| 2007年 | 17              | 3                              | 2                     | 4      | 3                                  | 3            | -                 | 2      | 1        | 11   | -    | -    | 46 |
| 2011年 | 16              | 3                              | 2                     | 4      | 4                                  | -            | 2                 | 2      | 1        | 9    | -    | -    | 43 |

|        | 羽咋郡 ↓ 羽咋市羽咋郡南部 | 羽咋郡北部 | 鹿島郡 | 七尾市 | 鳳至郡 ↓ 鳳珠郡 | 輪島市 | 珠洲郡 ↓ 珠洲市珠洲郡 ↓ 珠洲市 | 加賀 | 越中 | 越前 | 計 |
| ------ | ------------------------- | ---------- | ------ | ------ | --------------- | ------ | ------------------------------ | ---- | ---- | ---- | -- |
| 1878年 | 3                         | -          | 3      | -      | 3               | -      | 2                              | 16   | 22   | 20   | 69 |
| 1883年 | 4                         | -          | 4      | -      | 4               | -      | 2                              | 22   | -    | -    | 36 |
| 1891年 | 3                         | -          | 3      | -      | 4               | -      | 2                              | 19   | -    | -    | 31 |
| 1911年 | 3                         | -          | 4      | -      | 4               | -      | 2                              | 18   | -    | -    | 31 |
| 1919年 | 3                         | -          | 3      | -      | 4               | -      | 2                              | 19   | -    | -    | 31 |
| 1927年 | 3                         | -          | 3      | -      | 3               | -      | 2                              | 19   | -    | -    | 30 |
| 1931年 | 3                         | -          | 3      | -      | 4               | -      | 2                              | 19   | -    | -    | 31 |
| 1939年 | 3                         | -          | 2      | 1      | 4               | -      | 2                              | 19   | -    | -    | 31 |
| 1947年 | 4                         | -          | 3      | 2      | 5               | -      | 3                              | 26   | -    | -    | 43 |
| 1951年 | 4                         | -          | 3      | 2      | 5               | -      | 2                              | 29   | -    | -    | 45 |
| 1955年 | 4                         | -          | 3      | 2      | 3               | 2      | 2                              | 29   | -    | -    | 45 |
| 1959年 | 2                         | 2          | 2      | 2      | 3               | 2      | 2                              | 30   | -    | -    | 45 |
| 1967年 | 2                         | 1          | 2      | 2      | 3               | 2      | 2                              | 31   | -    | -    | 45 |
| 1991年 | 2                         | 1          | 2      | 2      | 2               | 2      | 2                              | 34   | -    | -    | 47 |
| 2003年 | 2                         | 1          | 2      | 2      | 2               | 1      | 1                              | 35   | -    | -    | 46 |
| 2007年 | 2                         | 1          | 1      | 3      | 2               | 1      | 1                              | 35   | -    | -    | 46 |
| 2011年 | 2                         | 1          | 1      | 2      | 1               | 1      | 1                              | 34   | -    | -    | 43 |

|                        | 上新川郡 | 下新川郡 | 婦負郡 | 射水郡 | 礪波郡 | 加賀 | 能登 | 越前 | 計 |
| ---------------------- | -------- | -------- | ------ | ------ | ------ | ---- | ---- | ---- | -- |
| 1878年                 | 5        | 4        | 3      | 5      | 5      | 16   | 11   | 20   | 69 |
| 1883年5月9日富山県設置 |          |          |        |        |        |      |      |      |    |

|                        | 足羽郡 | 吉田郡 | 坂井郡 | 大野郡 | 今立郡 | 丹生郡 | 南条郡 | 加賀 | 能登 | 越中 | 計 |
| ---------------------- | ------ | ------ | ------ | ------ | ------ | ------ | ------ | ---- | ---- | ---- | -- |
| 1878年                 | 3      | 2      | 4      | 3      | 3      | 3      | 2      | 16   | 11   | 22   | 69 |
| 1881年2月7日福井県設置 |        |        |        |        |        |        |        |      |      |      |    |

## 選挙結果

### 1879年選挙
1879年4月執行。最初の県会議員選挙。
- 金沢区 - 河瀬貫一郎・安田冓車・遠藤秀景
- 江沼郡 - 梅田五月・三木与三八
- 能美郡 - 竹内衛麿・横川友作・太田糀市
- 石川郡 - 楠正・清水兼行・水内六在門・加藤恒
- 河北郡 - 由雄与三平・草薙尚志・江尻直人
- 羽咋郡 - 宇波菊太郎・岡野是保・岡部直造
- 鹿島郡 - 中川長吉・神野良・真舘与四郎
- 鳳至郡 - 中谷兼忠・山本一平・小間粛
- 珠洲郡 - 池田実・吉見甚蔵
- 上新川郡 - 杉本弥八郎・金山半治・高桑致芳・碓井敬治・結城杢
- 下新川郡 - 米澤紋三郎・谷順平・小澤与三・脇坂義平
- 婦負郡 - 舟木欣治・橋爪治郎作・吉田貞蔵
- 射水郡 - 藤井能三・北本栗・高島廉太郎・河合嘉平・鷲山半吾
- 礪波郡 - 得能通孝・武部尚志・山田正景・島巌・前村俊造
- 足羽郡 - 青木春平・青山庄兵衛・岩佐傳之進
- 吉田郡 - 龍田利見・赤井吉右衛門
- 坂井郡 - 安達喜六・杉田仙十郎・坪田仁兵衛・杉本新左衛門
- 大野郡 - 廣瀬明・尾崎弥右衛門・安田十兵衛
- 今立郡 - 山本仁輔・村上弥十郎・齋藤与二郎
- 丹生郡 - 島勝應・山内伊右衛門・野尻東内
- 南条郡 - 高橋毛一・堀口弥一郎

### 1880年半数改選
1880年8月執行。

### 1882年改選
1882年6月14日から7月4日にかけて執行。1882年5月16日に県会が解散されたことによる。
- 金沢区 - 野村精一・石橋萬里・河瀬貫一郎・田平寛行
- 江沼郡 - 猪俣節太郎・丹羽啓太郎
- 能美郡 - 舘本尚之・新田甚左衛門・吉澤甚右衛門
- 石川郡 - 大垣兵次・吉本栄吉・村本尚三・楠正
- 河北郡 - 浅野順平・芳野貞成・本岡三千治
- 羽咋郡 - 堀田督農・宇波菊太郎・岡野是保
- 鹿島郡 - 真舘貞造・神野良・中川長吉
- 鳳至郡 - 勝山修蔵・小間粛・山本一平
- 珠洲郡 - 矢部三次郎・池田実
- 上新川郡 - 石坂専之介・馬場道久・杉本弥八郎・神保東作・堀内潤二
- 下新川郡 - 岡與左衛門・小澤篤・田中文平・西田勝治
- 婦負郡 - 重松覺平・井城与八郎・數井養作
- 射水郡 - 岩間覺平・稲垣示・南兵吉・澤田平策・金田金三郎
- 礪波郡 - 得能通孝・荒木六郎・武部堅・五十嵐政雄・朝倉幾太郎

### 1883年半数改選
1883年4月執行。
| 選挙区   | 退任議員     | 退任日    | 当選議員     | 就任日        |
| -------- | ------------ | --------- | ------------ | ------------- |
| 金沢区   | 石橋萬里     | 1883年4月 | 片山政徳     | 1883年4月13日 |
| 金沢区   | 河瀬貫一郎   | 1883年4月 | 河瀬貫一郎   | 1883年4月13日 |
| 金沢区   | 宮岡文右衛門 | 1883年4月 | 宮岡文右衛門 | 1883年4月13日 |
| 能美郡   | 舘本尚之     | 1883年4月 | 舘本尚之     | 1883年4月8日  |
| 能美郡   | 新田甚左衛門 | 1883年4月 | 新田甚左衛門 | 1883年4月8日  |
| 石川郡   | 大垣兵次     | 1883年4月 | 大垣兵次     | 1883年4月16日 |
| 石川郡   | 村本尚三     | 1883年4月 | 村本尚三     | 1883年4月16日 |
| 石川郡   | 楠正         | 1883年4月 | 楠正         | 1883年4月16日 |
| 河北郡   | 浅野順平     | 1883年4月 | 浅野順平     | 1883年4月13日 |
| 羽咋郡   | 戸坂林造     | 1883年4月 | 岡野是保     | 1883年4月16日 |
| 鹿島郡   | 神野良       | 1883年4月 | 神野良       | 1883年4月14日 |
| 鹿島郡   | 中川長吉     | 1883年4月 | 中川長吉     | 1883年4月14日 |
| 鳳至郡   | 山本一平     | 1883年4月 | 濱頭彌右衛門 | 1883年4月22日 |
| 珠洲郡   | 米田周作     | 1883年4月 | 三崎真鈴     | 1883年4月22日 |
| 上新川郡 | 馬場道久     | 1883年4月 | 奥野綱城     | 1883年4月14日 |
| 上新川郡 | 神保東作     | 1883年4月 | 神保東作     | 1883年4月14日 |
| 上新川郡 | 宮崎重次     | 1883年4月 | 宮崎重次     | 1883年4月14日 |
| 下新川郡 | 田中文平     | 1883年4月 | 田中文平     | 1883年4月20日 |
| 下新川郡 | 小澤篤       | 1883年4月 | 小澤篤       | 1883年4月20日 |
| 射水郡   | 南兵吉       | 1883年4月 | 南兵吉       | 1883年4月13日 |
| 礪波郡   | 武部堅       | 1883年4月 | 武部堅       | 1883年4月16日 |
| 礪波郡   | 五十嵐政雄   | 1883年4月 | 五十嵐政雄   | 1883年4月13日 |
| 礪波郡   | 朝倉幾太郎   | 1883年4月 | 安念次左衛門 | 1883年4月13日 |
| 礪波郡   | 島田孝之     | 1883年4月 | 島田孝之     | 1883年4月16日 |

### 1883年改選
1883年7月20日執行。同年5月に越中国一円が石川県から分離し富山県となったので総選挙が実施された。
- 金沢区 - 河瀬貫一郎・籠田信次・吉田時良・石橋萬里・宮岡文右衛門
- 江沼郡 - 猪俣節太郎・高谷甚左・和田重次郎
- 能美郡 - 新田甚左衛門・舘本尚之・吉澤甚右衛門・永田三好・宮川豊次
- 石川郡 - 大垣兵次・吉本栄吉・村本尚三・荒井堅治・藤垣吉四郎
- 河北郡 - 浅野順平・本岡三千治・倉知與・芦原訓一郎
- 羽咋郡 - 宇波菊太郎・岡野是保・戸坂林造・國田武信
- 鹿島郡 - 神野良・中川長吉・真舘貞造・永江久常
- 鳳至郡 - 小間粛・山本一平・田谷孫三郎・濱頭彌右衛門
- 珠洲郡 - 三崎真鈴・橋元勗

### 1885年半数改選
1885年1月8日執行。
| 選挙区 | 退任議員     | 退任日       | 当選議員         | 就任日       |
| ------ | ------------ | ------------ | ---------------- | ------------ |
| 金沢区 | 石橋萬里     | 1885年1月7日 | 芳野貞成         | 1885年1月8日 |
| 金沢区 | 吉田時良     | 1885年1月7日 | 吉田時良         | 1885年1月8日 |
| 金沢区 | 宮岡文右衛門 | 1885年1月7日 | 宮岡文二（改名） | 1885年1月8日 |
| 江沼郡 | 猪俣節太郎   | 1885年1月7日 | 猪俣節太郎       | 1885年1月8日 |
| 江沼郡 | 高谷甚左     | 1885年1月7日 | 高谷甚左         | 1885年1月8日 |
| 江沼郡 | 梅田五月     | 1885年1月7日 | 梅田五月         | 1885年1月8日 |
| 能美郡 | 澤守六平     | 1885年1月7日 | 村田弥右衛門     | 1885年1月8日 |
| 石川郡 | 大垣兵次     | 1885年1月7日 | 大垣兵次         | 1885年1月8日 |
| 石川郡 | 村本尚三     | 1885年1月7日 | 村本尚三         | 1885年1月8日 |
| 石川郡 | 藤垣吉四郎   | 1885年1月7日 | 松田吉三郎       | 1885年1月8日 |
| 河北郡 | 橋安二郎     | 1885年1月7日 | 橋安二郎         | 1885年1月8日 |
| 羽咋郡 | 川崎和三郎   | 1885年1月7日 | 川崎和三郎       | 1885年1月8日 |
| 羽咋郡 | 永野広作     | 1885年1月7日 | 永野広作         | 1885年1月8日 |
| 鹿島郡 | 真舘貞造     | 1885年1月7日 | 真舘貞造         | 1885年1月8日 |
| 鳳至郡 | 小間粛       | 1885年1月7日 | 小間粛           | 1885年1月8日 |
| 鳳至郡 | 山本一平     | 1885年1月7日 | 井田実           | 1885年1月8日 |
| 鳳至郡 | 田谷孫三郎   | 1885年1月7日 | 熊野喜太郎       | 1885年1月8日 |
| 珠洲郡 | 橋元勗       | 1885年1月7日 | 橋元勗           | 1885年1月8日 |

### 1886年半数改選
1886年9月15日執行。
| 選挙区 | 退任議員     | 退任日        | 当選議員     | 就任日        |
| ------ | ------------ | ------------- | ------------ | ------------- |
| 金沢区 | 河瀬貫一郎   | 1886年9月14日 | 河瀬貫一郎   | 1886年9月15日 |
| 金沢区 | 運上藤兵衛   | 1886年9月14日 | 亀田伊右衛門 | 1886年9月15日 |
| 能美郡 | 宮川豊次     | 1886年9月14日 | 宮川豊次     | 1886年9月15日 |
| 能美郡 | 新田甚左衛門 | 1886年9月14日 | 新田甚左衛門 | 1886年9月15日 |
| 能美郡 | 村田助松     | 1886年9月14日 | 村田助松     | 1886年9月15日 |
| 能美郡 | 牧野雅一     | 1886年9月14日 | 竹内衛磨     | 1886年9月15日 |
| 石川郡 | 織田助太郎   | 1886年9月14日 | 織田助太郎   | 1886年9月15日 |
| 石川郡 | 黒川安太郎   | 1886年9月14日 | 藤垣吉四郎   | 1886年9月15日 |
| 河北郡 | 浅野順平     | 1886年9月14日 | 浅野順平     | 1886年9月15日 |
| 河北郡 | 本岡三千治   | 1886年9月14日 | 本岡三千治   | 1886年9月15日 |
| 河北郡 | 飯田藤右衛門 | 1886年9月14日 | 庭田次平     | 1886年9月15日 |
| 羽咋郡 | 岡野是保     | 1886年9月14日 | 岡野是保     | 1886年9月15日 |
| 羽咋郡 | 松井八三郎   | 1886年9月14日 | 松井八三郎   | 1886年9月15日 |
| 鹿島郡 | 神野良       | 1886年9月14日 | 神野良       | 1886年9月15日 |
| 鹿島郡 | 中川長吉     | 1886年9月14日 | 中川長吉     | 1886年9月15日 |
| 鹿島郡 | 永江久常     | 1886年9月14日 | 永江久常     | 1886年9月15日 |
| 鳳至郡 | 濱頭彌右衛門 | 1886年9月14日 | 百萬梅治     | 1886年9月15日 |
| 珠洲郡 | 三崎真鈴     | 1886年9月14日 | 三崎真鈴     | 1886年9月15日 |

### 1888年半数改選
1888年10月15日執行。
| 選挙区 | 退任議員     | 退任日         | 当選議員     | 就任日         |
| ------ | ------------ | -------------- | ------------ | -------------- |
| 金沢区 | 吉田時良     | 1888年10月14日 | 横地正果     | 1888年10月15日 |
| 金沢区 | 宮岡文二     | 1888年10月14日 | 遠藤秀景     | 1888年10月15日 |
| 金沢区 | 児島璋心     | 1888年10月14日 | 渡瀬政礼     | 1888年10月15日 |
| 江沼郡 | 梅田五月     | 1888年10月14日 | 梅田五月     | 1888年10月15日 |
| 江沼郡 | 平出雄       | 1888年10月14日 | 高谷甚左     | 1888年10月15日 |
| 江沼郡 | 矢田郷與在門 | 1888年10月14日 | 相川久太郎   | 1888年10月15日 |
| 能美郡 | 村田弥右衛門 | 1888年10月14日 | 村田弥右衛門 | 1888年10月15日 |
| 石川郡 | 加藤栄太郎   | 1888年10月14日 | 藤村理平     | 1888年10月15日 |
| 石川郡 | 大垣兵次     | 1888年10月14日 | 福田太三郎   | 1888年10月15日 |
| 石川郡 | 村本尚三     | 1888年10月14日 | 村本尚三     | 1888年10月15日 |
| 河北郡 | 橋安二郎     | 1888年10月14日 | 橋安二郎     | 1888年10月15日 |
| 羽咋郡 | 永野広作     | 1888年10月14日 | 雄谷朔平     | 1888年10月15日 |
| 羽咋郡 | 岡部勇作     | 1888年10月14日 | 酒井寛吾     | 1888年10月15日 |
| 鹿島郡 | 真舘貞造     | 1888年10月14日 | 真舘貞造     | 1888年10月15日 |
| 鳳至郡 | 小間粛       | 1888年10月14日 | 小間粛       | 1888年10月15日 |
| 鳳至郡 | 熊野喜太郎   | 1888年10月14日 | 田谷孫三郎   | 1888年10月15日 |
| 鳳至郡 | 樋爪啓太郎   | 1888年10月14日 | 樋爪啓太郎   | 1888年10月15日 |
| 珠洲郡 | 橋元勗       | 1888年10月14日 | 橋元勗       | 1888年10月15日 |

### 1889年改選
1889年1月25日執行。前年12月25日に県会が解散されたことによる。
- 金沢区 - 横地正果（自由党）・遠藤秀景（自由党）・飯田秀魁（自由党）・平野在直（自由党）・西村善右衛門（自由党）
- 江沼郡 - 梅田五月（自由党）・相川久太郎（自由党）・高谷甚左（自由党）
- 能美郡 - 村田助松（自由党）・新田甚左衛門（自由党）・村田弥右衛門（自由党）・竹内衛磨（自由党）・道場正孝（自由党）
- 石川郡 - 村本尚三（自由党）・藤村理平（自由党）・大谷市造（自由党）・藤垣吉四郎（自由党）・福田太三郎（自由党）
- 河北郡 - 江尻直人（自由党）・浅野順平（改進党）・斎藤實（改進党）・本岡三千治（改進党）
- 羽咋郡 - 森本賢之丞（自由党）・西豊吉郎（自由党）・國田武信（自由党）・松井八三郎（自由党）
- 鹿島郡 - 永江久常（自由党）・西尾與平（自由党）・卜部治吉（自由党）・橋本次六（自由党）
- 鳳至郡 - 小間粛（自由党）・田谷孫三郎（自由党）・百萬梅治（自由党）・樋爪啓太郎（自由党）
- 珠洲郡 - 橋元勗（改進党）・宇多賢次郎（改進党）

結果、自由党 (日本 1990)自由党31名、立憲改進党5名。

### 1890年半数改選
1890年8月10日執行。
| 選挙区 | 退任議員     | 退任日        | 当選議員     | 就任日        |
| ------ | ------------ | ------------- | ------------ | ------------- |
| 金沢市 | 横地正果     | 1890年9月23日 | 横地正果     | 1890年9月24日 |
| 金沢市 | 西村善右衛門 | 1890年9月23日 | 高田九八郎   | 1890年9月24日 |
| 江沼郡 | 梅田五月     | 1890年9月23日 | 梅田五月     | 1890年9月24日 |
| 江沼郡 | 高谷甚左     | 1890年9月23日 | 永井源二     | 1890年9月24日 |
| 能美郡 | 竹内衛磨     | 1890年9月23日 | 片桐作平     | 1890年9月24日 |
| 能美郡 | 道場正孝     | 1890年9月23日 | 道場正孝     | 1890年9月24日 |
| 能美郡 | 酒井芳       | 1890年9月23日 | 酒井芳       | 1890年9月24日 |
| 石川郡 | 村本尚三     | 1890年9月23日 | 村本尚三     | 1890年9月24日 |
| 石川郡 | 大谷市造     | 1890年9月23日 | 大谷市造     | 1890年9月24日 |
| 河北郡 | 渡邊奨       | 1890年9月23日 | 渡邊奨       | 1890年9月24日 |
| 河北郡 | 辻川半右衛門 | 1890年9月23日 | 飯田藤右衛門 | 1890年9月24日 |
| 羽咋郡 | 森本賢之丞   | 1890年9月23日 | 森本賢之丞   | 1890年9月24日 |
| 羽咋郡 | 西豊吉郎     | 1890年9月23日 | 西豊吉郎     | 1890年9月24日 |
| 羽咋郡 | 國田武信     | 1890年9月23日 | 平野武右衛門 | 1890年9月24日 |
| 鹿島郡 | 永江久常     | 1890年9月23日 | 三野昌平     | 1890年9月24日 |
| 鹿島郡 | 西尾與平     | 1890年9月23日 | 津田嘉一郎   | 1890年9月24日 |
| 鹿島郡 | 卜部治吉     | 1890年9月23日 | 三宅伊右衛門 | 1890年9月24日 |
| 鹿島郡 | 橋本次六     | 1890年9月23日 | 橋本次六     | 1890年9月24日 |

### 1891年改選
1891年10月15日執行。府県制施行に伴う県会議員の総選挙。
- 金沢市 - 上森捨次郎（自由党）・清水兼之（自由党）・平野在直（自由党）・久保田全（準改進党）
- 江沼郡 - 梅田五月（自由党）・西田彦平（自由党）
- 能美郡 - 村田助松（自由党）・南谷與三郎（自由党）・竹内衛磨（自由党）・吉岡庄平（自由党）・宮川豊次（改進党）
- 石川郡 - 山上了（自由党）・赤土亮（自由党）・田中喜太郎（自由党）・爪長弥三郎（自由党）・神保小太郎（自由党）
- 河北郡 - 本岡三千治（改進党）・橋安二郎（改進党）・吉田次太郎（改進党）
- 羽咋郡 - 岡島賢雄（自由党）・森本賢之丞（自由党）・西豊吉郎（自由党）
- 鹿島郡 - 野村謙三（自由党）・三野昌平（自由党）・西野六次郎（自由党）
- 鳳至郡 - 田谷孫三郎（自由党）・百萬梅治（自由党）・橋本勇次（自由党）・永井潤平（自由党）
- 珠洲郡 - 橋元勗（改進党）・藻寄鐵五郎（改進党）

結果、自由党24名、立憲改進党7名。

### 1893年半数改選
1893年9月30日から11月4日にかけて執行。
| 選挙区 | 退任議員     | 退任日        | 当選議員     | 就任日         |
| ------ | ------------ | ------------- | ------------ | -------------- |
| 金沢市 | 清水兼之     | 1893年9月29日 | 横地正果     | 1893年10月18日 |
| 金沢市 | 上森捨次郎   | 1893年9月29日 | 山原成太郎   | 1893年10月18日 |
| 能美郡 | 吉岡庄平     | 1893年9月29日 | 中田弥平     | 1893年9月30日  |
| 石川郡 | 山上了       | 1893年9月29日 | 中川清朔     | 1893年10月18日 |
| 石川郡 | 赤土亮       | 1893年9月29日 | 赤土亮       | 1893年10月18日 |
| 石川郡 | 田中喜太郎   | 1893年9月29日 | 中川喜義     | 1893年10月18日 |
| 石川郡 | 多川茂雄     | 1893年9月29日 | 多川茂雄     | 1893年10月18日 |
| 石川郡 | 村本尚三     | 1893年9月29日 | 堀喜幸       | 1893年10月18日 |
| 河北郡 | 大山尾之助   | 1893年9月29日 | 大山尾之助   | 1893年9月30日  |
| 河北郡 | 亀田外余次郎 | 1893年9月29日 | 亀田外余次郎 | 1893年9月30日  |
| 羽咋郡 | 岡島賢雄     | 1893年9月29日 | 大石助作     | 1893年10月18日 |
| 羽咋郡 | 中村格太郎   | 1893年9月29日 | 中村格太郎   | 1893年10月18日 |
| 鹿島郡 | 三野昌平     | 1893年9月29日 | 三野昌平     | 1893年9月30日  |
| 鹿島郡 | 堀内園助     | 1893年9月29日 | 三宅伊右衛門 | 1893年9月30日  |
| 鳳至郡 | 田谷孫三郎   | 1893年9月29日 | 竹内虎松     | 1893年11月4日  |
| 珠洲郡 | 宇多賢次郎   | 1893年9月29日 | 八木久八郎   | 1893年9月30日  |

### 1895年改選
1895年3月11日執行（金沢市のみ3月12日）。前年12月30日に県会が解散されたことによる。
- 金沢市 - 山原成太郎（自由党）・横地正果（自由党）・児島璋心（自由党）・高田九八郎（自由党）
- 江沼郡 - 永井源二（自由党）・西田彦平（自由党）
- 能美郡 - 笹木與一郎（自由党）・中田弥平（自由党）・土谷與三（自由党）・松原久市（自由党）・山本十右衛門（改進党）
- 石川郡 - 中川喜義（自由党）・中川清朔（自由党）・山上了（自由党）・藤村理平（改進党）・木村宗吉（改進党）
- 河北郡 - 亀田外餘次郎（改進党）・岡部喜久治（改進党）・大山尾之助（改進党）
- 羽咋郡 - 吉野勘十郎（自由党）・葛城忠寸計（自由党）・西島義平（自由党）
- 鹿島郡 - 山岸弥平（改進党）・林貞次郎（改進党）・永江久常（改進党）
- 鳳至郡 - 田谷孫三郎（自由党）・樋爪啓太郎（自由党）・大杉弥平（自由党）・中谷次郎兵衛（改進党）
- 珠洲郡 - 橋元勗（改進党）・八木久八郎（改進党）

結果、自由党20名、立憲改進党11名。

### 1897年改選
1897年6月5日執行（羽咋郡・鹿島郡のみ6月26日）。同年3月8日に県会が解散されたことによる。
- 金沢市 - 河瀬貫一郎（準自由党）・水登勇太郎（準自由党）・児島璋心（自由党）・横地正果（自由党）
- 江沼郡 - 永井源二（自由党）・上出長次郎（自由党）
- 能美郡 - 松原久市（自由党）・中田弥平（自由党）・笹木與一郎（自由党）・林静（自由党）・佐々木高作（自由党）
- 石川郡 - 中川喜義（自由党）・得田松平（自由党）・北潟衡一郎（自由党）・戸田與四兵衛（自由党）・中川清朔（自由党）
- 河北郡 - 庭田次平（進歩党）・橋安二郎（進歩党）・本岡三千治（進歩党）
- 羽咋郡 - 金田平五郎（自由党）・森本賢之丞（自由党）・小堀弥市（自由党）
- 鹿島郡 - 中村幹良（自由党）・三井亥三郎（自由党）・米田吉太郎（自由党）
- 鳳至郡 - 田谷孫三郎（自由党）・加藤孫右衛門（自由党）・大杉弥平（自由党）・樋爪啓太郎（自由党）
- 珠洲郡 - 橋元勗（進歩党）・角谷時三郎（進歩党）

結果、自由党26名、進歩党5名。

### 1898年改選
1898年4月1日執行。同年2月26日に県会が解散されたことによる。
- 金沢市 - 児島璋心（自由党）・高田九八郎（自由党）・山森隆（準自由党）・能久治（準進歩党）
- 江沼郡 - 松木壽太郎（自由党）・稲葉市次郎（自由党）
- 能美郡 - 武谷博（自由党）・松原久市（自由党）・佐々木高作（自由党）・林静（自由党）・出口出（自由党）
- 石川郡 - 得田松平（自由党）・戸田與四兵衛（自由党）・北潟衡一郎（自由党）・堀義順（準自由党）・田中喜太郎（自由党）
- 河北郡 - 北尾栄太郎（進歩党）・村儀太郎（進歩党）・松本貫正（進歩党）
- 羽咋郡 - 赤池嘉平（自由党）・山本康之助（自由党）・金田平五郎（自由党）
- 鹿島郡 - 宮本清右衛門（進歩党）・村田庄太郎（進歩党）・干場理作（進歩党）
- 鳳至郡 - 大杉弥平（自由党）・加藤孫右衛門（自由党）・粟倉彦十郎（自由党）・山崎一造（自由党）
- 珠洲郡 - 角谷時三郎（進歩党）・新田義繁（進歩党）

結果、自由党21名、進歩党10名。

### 1899年改選
1899年9月24日執行。1899年3月に府県制が改正され、従来の郡会・市会において選挙した複選法が廃止され有権者の直接選挙となった。また、2年毎の半数改選をやめて4年毎に改選することになった。
- 金沢市 - 高田九八郎（憲政党）・山原成太郎（憲政党）・山森隆（憲政本党）
- 江沼郡 - 稲葉市次郎（憲政党）・松木壽太郎（憲政党）・西田彦平（憲政本党）
- 能美郡 - 出口出（憲政党）・西靖民（憲政党）・道場正孝（憲政党）・林静（憲政党）・東與四兵衛（憲政党）
- 石川郡 - 北川九郎（憲政党）・吉本永次郎（憲政党）・織田助太郎（憲政本党）・示村善次（憲政本党）・堀義順（憲政本党）
- 河北郡 - 洞庭善兵衛（憲政党）・北尾栄太郎（憲政本党）・松本貫正（憲政本党）
- 羽咋郡 - 國田武信（憲政党）・葛城忠寸計（憲政党）・岡部為吉（憲政本党）
- 鹿島郡 - 水口平内（憲政党）・松井善四郎（憲政本党）・笹川嘉四郎（憲政本党）
- 鳳至郡 - 粟倉彦十郎（憲政党）・山崎一造（憲政党）・大杉彌平（憲政党）・濱中助右衛門（憲政党）
- 珠洲郡 - 伊豫勇 （憲政党）・八木又右衛門（憲政本党）

結果、憲政党20名、憲政本党11名。前職は10名。

### 1903年改選
1903年9月24日執行。宮野直道・小鍛冶市左衛門らは立憲政友会の旧憲政本党系のものを糾合して、官権の横暴を排除し県政の革新をはかろうとしたが、これに対して高田九八郎は立憲政友会の旧憲政党系の議員と連合して対抗した。この結果必然的に候補者は革新派と自由派に分かれた。
- 金沢市 - 高田九八郎（自由派）・宮野直道（革新派）・小鍛冶市左衛門（革新派）
- 江沼郡 - 稲手吉五郎（中立派）・西田彦平（革新派）・稲葉市次郎（自由派）
- 能美郡 - 東田久太郎（自由派）・東與四兵衛（自由派）・二木茂（自由派）・西靖民（自由派）・石堂次三郎（自由派）
- 石川郡 - 北川九郎（中立派）・堀義順（自由派）・西村正則（革新派）・織田渥（自由派）・吉本永次郎（革新派）
- 河北郡 - 洞庭善兵衛（自由派）・北尾栄太郎（中立派）・西森丈太郎（中立派）
- 羽咋郡 - 葛城忠寸計（自由派）・折橋時太郎（自由派）・田邊又五郎（中立派）
- 鹿島郡 - 山本七朗（革新派）・土師唯房（中立派）・水口平内（自由派）
- 鳳至郡 - 高島小三郎（自由派）・井池光忠（自由派）・樋爪啓太郎（自由派）・藤原才一郎（自由派）
- 珠洲郡 - 堂端四兵衛 （革新派）・定祐福栄（自由派）

結果、自由派18名、革新派7名、中立派6名。その後、高田九八郎は1903年11月立憲政友会を離党し同年11月11日新党「加能倶楽部」を結成した。

### 1907年改選
1907年9月24日執行。金沢市の人口増加に伴って議員数の配当が変更となり、金沢市4名・江沼郡2名となった。
- 金沢市- 木倉谷長與門（政友会）・餝谷與右衛門（政友会）・宮野直道（政友会）・高田九八郎（加能）
- 江沼郡 - 稲葉市次郎（加能）・稲手吉五郎（政友会）
- 能美郡 - 西靖民（加能）・石堂次三郎（政友会）・山本十右衛門（政友会）・川村雄（政友会）・東與四兵衛（政友会）
- 石川郡 - 西村正則（政友会）・北川九郎（加能）・中崎與四右衛門（政友会）・石田啓太郎（政友会）・吉本永次郎（政友会）
- 河北郡 - 河合明（政友会）・北尾栄太郎（加能）・多門小次郎（加能）
- 羽咋郡 - 鈴木秀英（政友会）・折橋時太郎（加能）・植村利隆（政友会）
- 鹿島郡 - 山本七朗（政友会）・石垣五左衛門（政友会）・野田修（政友会）
- 鳳至郡 - 井池光忠（加能）・樋爪啓太郎（政友会）・永井梅次郎（政友会）・紙子虎次郎（政友会）
- 珠洲郡 - 米村又次郎 （政友会）・仲谷善右衛門（政友会）

立憲政友会23名、加能倶楽部8名が当選。長年県政に力を振るった高田九八郎率いる加能倶楽部は8名に減少し、かわって政友会が躍進した。

### 1911年改選
1911年9月24日執行。同年7月の衆院補欠選挙に敗れた立憲国民党は本部から福本誠・蔵原惟郭を迎え必勝を期し、立憲政友会も本部より奥繁三郎・武藤金吉・菅原傳・井上角五郎を迎えて対抗した。また金沢市の医師団は十七医師会を結成して中立の候補者を擁立したため、立候補者は立憲政友会30名、立憲国民党12名、中立6名の計48名に達した。この選挙から能美郡4名・鹿島郡4名に定数が変更された。
- 金沢市 - 清水兼之（政友会）・餝谷與右衛門（政友会）・篠原譲吉（国民党）・高田九八郎（政友会）
- 江沼郡 - 稲手吉五郎（政友会）・山岸一郎（中立）
- 能美郡 - 石堂次三郎（政友会）・神田重義（国民党）・表久吾（政友会）・東出太平（中立）
- 石川郡 - 北川九郎（政友会）・小林啓庵（政友会）・石田啓太郎（政友会）・小林庄太郎（政友会）・吉本永次郎（政友会）
- 河北郡 - 河合明（政友会）・松村宗純（中立）・小池田彌一郎（中立）
- 羽咋郡 - 橋野喜作（政友会）・折橋時太郎（政友会）・鈴木秀英（政友会）
- 鹿島郡 - 濱野太三郎（政友会）・野村亮吉（政友会）・青山憲三（政友会）・谷内源左衛門（政友会）
- 鳳至郡 - 藤谷弘一（政友会）・永井梅次郎（政友会）・布施丑造（政友会）・室谷久平（政友会）
- 珠洲郡 - 忍久保半次郎 （政友会）・堂端四兵衛（国民党）

中立だった山岸一郎・東出太平・松村宗純・小池田彌一郎は当選後に政友会に入党したので立憲政友会28名、立憲国民党3名と政友会が圧倒した。

### 1915年改選
1915年9月24日執行。国政においては前年4月にシーメンス事件で山本内閣が崩壊した後大隈重信に大命降下し政友会から立憲同志会に政権交代しており、石川県では1915年3月に行われた衆議院総選挙で大隈首相率いる同志会が大勝し政友会の勢力は斜陽していた。この選挙から定数が金沢市5名・石川郡4名に変更された。
- 金沢市 - 米原於菟男（政友会）・餝谷與右衛門（政友会）・米村吉太郎（同志会）・辰村米吉（同志会）・篠原譲吉（国民党）
- 江沼郡 - 坂野忠宗（同志会）・稲手吉五郎（政友会）
- 能美郡 - 伊藤六松（同志会）・神田重義（政友会）・東出太平（同志会）・宮川精吉（同志会）
- 石川郡 - 後藤与五郎（同志会）・堀喜幸（政友会）・北川九郎（政友会）・小林庄太郎（政友会）
- 河北郡 - 上野寛一（同志会）・森川修（同志会）・久世嘉左衛門（政友会）
- 羽咋郡 - 林庄吉（同志会）・宇野元種（同志会）・保志場孝造（同志会）
- 鹿島郡 - 青山憲三（政友会）・濱野太三郎（同志会）・敞田明六（革新）・井上栄蔵（同志会）
- 鳳至郡 - 岩崎千里（革新）・細木坂東（中立）・布施丑造（革新）・新田与一（革新）
- 珠洲郡 - 小野郁蔵（革新）・岡村慶三郎（政友会）

結果、与党の立憲同志会は14名、同志会の分派である大隈後援会県政革新団5名と、19名が当選し過半数を獲得した。一方、政友会は10名と奮わず野党の鳳至郡中立派1名と国民党1名を合わせても12名であった。その後、国政では寺内内閣の野党として、同志会および大隈後援会の後進である交友倶楽部が合同し憲政会を発足させた。それに合わせて石川県でも同志会石川県支部と大隈後援会県政革新団は合同して憲政会石川県支部を結成した。

### 1919年改選
1919年9月24日執行。1916年11月27日、大審院は前年の衆議院選挙での石川県の投票用紙は粗悪で中を透視する事ができた、として石川県における再選挙を命じた。これを契機として政友会は巻き返しを図り憲政会は動揺した。結果は政友会は憲政会と同数の当選者を出すに至った。その後、政友会は県議補選に次々と勝利し憲政会の議席を上回り第1党となった。こうした中で県議会通常選挙を迎えたのである。この選挙から金沢市6名・鹿島郡3名に定数が変更された。
- 金沢市 - 宮本友吉（憲政会）・米原於菟男（政友会）・餝谷與右衛門（政友会）・乾亮（政友会）・高島伸二郎（中立）・板野権次郎（憲政会）
- 江沼郡 - 本川進（政友会）・坂野忠宗（憲政会）
- 能美郡 - 石崎蕃（政友会）・池本作平（憲政会）・二木八郎（政友会）・米沢与三松（憲政会）
- 石川郡 - 藤村晟一（憲政会）・堀喜幸（政友会）・小林庄太郎（政友会）・北西仁三郎（政友会）
- 河北郡 - 村上初三郎（憲政会）・上野寛一（憲政会）・多田伊太郎（政友会）
- 羽咋郡 - 堀金松（中立）・村田吉三郎（中立）・谷光源造（政友会）
- 鹿島郡 - 青山憲三（政友会）・林繁太郎（政友会）・戸部良祐（憲政会）
- 鳳至郡 - 広瀬昌太郎（中立）・細木坂東（政友会）・岩崎千里（憲政会）・板谷勘右衛門（政友会）
- 珠洲郡 - 谷内星七（憲政会）・落合昶（政友会）

この結果、選挙前の政友会優位の状態は継続された。政友会16名、憲政会11名、中立派4名となったが中立の堀金松は間もなく政友会に復帰した。

### 1923年改選
1923年9月24日執行。政友会と憲政会の争いが続く中、県政の刷新を唱える立憲青年党が割り込み選挙戦は白熱した。9月1日の大震災に衝撃を受け、選挙運動も暫く自粛されたが20日頃から活発になり運動員は金沢市内だけでも約900名を数えた。この選挙から定数が金沢市5名となり計30名に減員された。
- 金沢市 - 古倉清久（政友会）・乾亮（政友会）・板野権次郎（憲政会）・元正吉（憲政会）・市川潔（青年党）
- 江沼郡 - 本川進（政友会）・坂野忠宗（憲政会）
- 能美郡 - 神田重義（政友会）・浅井定松（政友会）・広田永太郎（政友会）・米沢与三松（憲政会）
- 石川郡 - 辻鉄次郎（政友会）・福田伊右衛門（政友会）・堀喜幸（政友会）・橋場仕三郎（憲政会）
- 河北郡 - 洲崎外余松（政友会）・駒井松太郎（憲政会）・多田伊太郎（政友会）
- 羽咋郡 - 谷光源造（政友会）・堀金松（政友会）・平沢謙斉（憲政会）
- 鹿島郡 - 青山憲三（政友会）・戸部良祐（憲政会）・林繁太郎（政友会）
- 鳳至郡 - 細木坂東（政友会）・岩崎千里（憲政会）・大島徳太郎（憲政会）・広瀬昌太郎（政友会）
- 珠洲郡 - 谷内星七（憲政会）・池田耕（政友会）

結果、政友会18名、憲政会11名、立憲青年党1名となり政友会が過半数を獲得した。

### 1927年改選
1927年9月24日執行。同年3月に発生した金融恐慌のため4月にはモラトリアムが実施されるなど慌ただしい状況で定期改選を迎えた。また、同年6月に政友会に対抗して、憲政会と政友本党が合同し立憲民政党が成立した。今回は政友会と民政党の2大政党に加えて、実業同志会、立憲青年党、日本農民党、労働農民党、平和会の候補者が乱立し激戦となった。1925年に公布された普通選挙法により財産制限が撤廃され、この選挙から適用された。さらに、金沢市の定数が再び6名に増員され鳳至郡は3名となった。
| 選挙区 | 当選者                 | 当選者               | 当選者               | 当選者               | 当選者               |
| ------ | ---------------------- | -------------------- | -------------------- | -------------------- | -------------------- |
| 金沢市 | 武谷甚太郎（政友会）   | 神保重吉（政友会）   | 乾亮（政友会）       | 澤野外茂次（民政党） | 村上初三郎（民政党） |
| 金沢市 | 錺谷与右衛門（政友会） |                      |                      |                      |                      |
| 江沼郡 | 本川進（政友会）       | 山口宗一（中立）     |                      |                      |                      |
| 能美郡 | 神田重義（政友会）     | 浅井定松（政友会）   | 米沢実（民政党）     | 関戸寅松（民政党）   |                      |
| 石川郡 | 江川為信（政友会）     | 辻鉄次郎（政友会）   | 吉本永次郎（政友会） | 村田市太郎（民政党） |                      |
| 河北郡 | 多田伊太郎（政友会）   | 清水弥三郎（政友会） | 池田末次郎（民政党） |                      |                      |
| 羽咋郡 | 徳山武雄（政友会）     | 谷光源造（平和会）   | 深町一博（政友会）   |                      |                      |
| 鹿島郡 | 広島弥兵衛（政友会）   | 戸部良祐（民政党）   | 米谷義松（政友会）   |                      |                      |
| 鳳至郡 | 広瀬昌太郎（政友会）   | 吉国文吉（民政党）   | 大島徳太郎（民政党） |                      |                      |
| 珠洲郡 | 谷内星七（民政党）     | 池田耕（政友会）     |                      |                      |                      |

結果、政友会17名、民政党11名、平和会1名、中立1名が当選し政友会が過半数を維持した。
- 石川郡再選挙

1927年12月24日、石川郡における選挙が無効であると判決が下ったため、以下の通り再選挙が行われた。
1928年3月11日執行。
| 選挙区 | 当選者             | 当選者               | 当選者               | 当選者             |
| ------ | ------------------ | -------------------- | -------------------- | ------------------ |
| 石川郡 | 辻鉄三郎（政友会） | 橋場仕三郎（民政党） | 吉本永次郎（政友会） | 江川為信（政友会） |

結果、前回当選した村田が落選した。
- 鹿島郡再選挙

1928年5月17日、鹿島郡における選挙が無効であると判決が下ったため、以下の通り再選挙が行われた。
1928年8月5日執行。
| 選挙区 | 当選者               | 当選者             | 当選者             |
| ------ | -------------------- | ------------------ | ------------------ |
| 鹿島郡 | 広島弥兵衛（政友会） | 戸部良祐（民政党） | 米谷義松（政友会） |

結果、前年秋の当選者が再び当選した。

### 1931年改選
1931年9月24日執行。1929年、政友会の田中内閣が総辞職した後、民政党の濱口内閣が誕生した。これを機に民政党県支部は県内での勢力拡大を図った。1931年6月、民政党県支部では永井柳太郎代議士を迎え金沢市公会堂で普通選挙7周年祝賀会を開催し、9月6日には若槻首相を迎えて演説会を行い県議選に備えた。これに対して、政友会は犬養総裁を迎えて政友会北信八州大会が金沢市香林坊の帝国座で開かれた。県議選に際して民政党は農民の負債整理を掲げ、政友会は負担軽減、産業振興、県政浄化を主張した。また、民政党では永井代議士の調停も及ばず金沢市選挙区から2人が非公認で立候補した。この選挙から鳳至郡の定数が再び4名となり計31名となった。31の議席をめぐって44人が争った。
| 選挙区 | 当選者                    | 当選者               | 当選者               | 当選者               | 当選者                      |  |
| ------ | ------------------------- | -------------------- | -------------------- | -------------------- | --------------------------- |  |
| 金沢市 | 錺谷与右衛門（政友会）    | 板野権次郎（民政党） | 加賀谷源吾（青年党） | 辻本辰之助（政友会） | 能村仁太次（民政党=非公認） |  |
| 金沢市 | 金田一次（民政党=非公認） |                      |                      |                      |                             |  |
| 江沼郡 | 松木幸一（政友会）        | 宮永盛雄（民政党）   |                      |                      |                             |  |
| 能美郡 | 関戸寅松（民政党）        | 広田小次郎（政友会） | 米沢実（民政党）     | 富沢鋹忠（民政党）   |                             |  |
| 石川郡 | 江川為信（政友会）        | 村田市太郎（民政党） | 耕納喜三郎（政友会） | 橋場仕三郎（民政党） |                             |  |
| 河北郡 | 池田末次郎（民政党）      | 矢田康（政友会）     | 長山吉次（民政党）   |                      |                             |  |
| 羽咋郡 | 柏谷貞治（民政党）        | 泉孫二郎（政友会）   | 深町一博（政友会）   |                      |                             |  |
| 鹿島郡 | 大森玉木（民政党）        | 山辺直次郎（民政党） | 福浦周作（民政党）   |                      |                             |  |
| 鳳至郡 | 大島新一（民政党）        | 吉国文吉（民政党）   | 高森良蔵（民政党）   | 横田象三郎（政友会） |                             |  |
| 珠洲郡 | 谷内星七（民政党）        | 米村為八郎（政友会） |                      |                      |                             |  |

結果、民政党が19議席を獲得し、政友会は11議席にとどまった。他に立憲青年党が1議席を獲得した。

### 1935年改選
1935年9月24日執行。この頃から多くの国家主義団体が結成された。これらの団体は神武会、大日本生産党、愛国政治同盟、憂国青年同盟、立憲養正会などと共に、既成政党を否定し軍国主義を主張した。こうした状況下で実施された定期改選は、県当局が選挙粛正委員会を組織し県民を萎縮させ、選挙に対する関心を低下させた。この選挙における棄権率は22.4%に及んだ。
| 選挙区 | 当選者                 | 当選者                 | 当選者               | 当選者                 | 当選者             |
| ------ | ---------------------- | ---------------------- | -------------------- | ---------------------- | ------------------ |
| 金沢市 | 武谷甚太郎（民政党）   | 澤野外茂次（民政党）   | 寺田直義（政友会）   | 錺谷与右衛門（政友会） | 金田一次（民政党） |
| 金沢市 | 吉川二三郎（民政党）   |                        |                      |                        |                    |
| 江沼郡 | 松木幸一（政友会）     | 宮永盛雄（民政党）     |                      |                        |                    |
| 能美郡 | 神田重義（政友会）     | 米沢実（民政党）       | 奥村忠次（政友会）   | 富沢鋹忠（民政党）     |                    |
| 石川郡 | 江川為信（政友会）     | 亀田庄太郎（政友会）   | 村田市太郎（民政党） | 耕納喜三郎（政友会）   |                    |
| 河北郡 | 池田末次郎（民政党）   | 長山吉次（民政党）     | 重山徳好（政友会）   |                        |                    |
| 羽咋郡 | 岡田秀造（政友会）     | 山本九左衛門（政友会） | 松井吉郎（民政党）   |                        |                    |
| 鹿島郡 | 小林与右衛門（政友会） | 大森玉木（民政党）     | 山辺直次郎（民政党） |                        |                    |
| 鳳至郡 | 大島新一（民政党）     | 横田象三郎（政友会）   | 吉国文吉（民政党）   | 中島松雄（政友会）     |                    |
| 珠洲郡 | 谷内星七（民政党）     | 米村為八郎（政友会）   |                      |                        |                    |

民政党は金沢市においては勝利したが、郡部では政友会の進出を止めることができず。民政党16名、政友会15名と僅か1議席の差となった。

### 1939年改選
1939年9月24日執行。戦時体制に突入する中、県当局は成田一郎知事を先頭に選挙粛正運動を徹底的に行う方針を固めた。応援演説に訪れた社会大衆党の安部磯雄委員長を除き、政党の活動は鳴りを潜め、選挙は極めて事務的なものとなった。また、同年6月1日に七尾市が市制施行したのに伴い七尾市に1議席、鹿島郡2議席となり、さらに、金沢市域拡張に伴い河北郡・石川郡がそれぞれ1名減員され金沢市が8議席となった。
| 選挙区 | 当選者               | 当選者                 | 当選者               | 当選者               | 当選者             |
| ------ | -------------------- | ---------------------- | -------------------- | -------------------- | ------------------ |
| 金沢市 | 金田一次（民政党）   | 岡良一（社大党）       | 水野宗次郎（民政党） | 前川吉栄（民政党）   | 小林清吉（政友会） |
| 金沢市 | 武谷甚太郎（民政党） | 上野利喜雄（政友会）   | 村本惣太郎（民政党） |                      |                    |
| 七尾市 | 三井耕作（政友会）   |                        |                      |                      |                    |
| 江沼郡 | 松木幸一（政友会）   | 二宮喜三（中立）       |                      |                      |                    |
| 能美郡 | 春木直重（民政党）   | 奥村忠次（政友会）     | 中川幸平（政友会）   | 米沢実（民政党）     |                    |
| 石川郡 | 江川為信（政友会）   | 水野米作（政友会）     | 村田市太郎（民政党） |                      |                    |
| 河北郡 | 重山徳好（政友会）   | 村弥一（民政党）       |                      |                      |                    |
| 羽咋郡 | 松井吉郎（民政党）   | 村井栄一（民政党）     | 岡田秀造（政友会）   |                      |                    |
| 鹿島郡 | 山辺直次郎（民政党） | 小林与右衛門（政友会） |                      |                      |                    |
| 鳳至郡 | 中島松雄（政友会）   | 吉国文吉（民政党）     | 大島新一（民政党）   | 横田象三郎（政友会） |                    |
| 珠洲郡 | 谷内星七（民政党）   | 米村為八郎（政友会）   |                      |                      |                    |

結果、民政党15名、政友会14名、社会大衆党1名、中立1名が当選したが、中立の二宮喜三議員が民政党に入党したため、民政党は過半数を制した。また、無産政党である社大党の岡良一が初当選した。

### 1943年改選
この年の9月23日に任期満了の予定だったが、戦局の悪化のため、道府県会議員ノ任期延長ニ関スル法律（昭和18年法律第90号）により翌年8月に延期された。しかし、戦局はますます深刻化し、昭和19年法律第33号、昭和20年法律第32号により1年ごとに延期された。1945年8月に終戦を迎えると、地方制度の大改革のため、昭和21年法律第10号で同年10月末まで延長された。その後、女性参政権などが規定された、改正道府県制（昭和21年法律第27号）附則により、最初の統一地方選挙の日まで任期が延長された。そのため、1939年改選の議員は、戦後の1947年まで7年半の任期を務めることとなった。また、補欠選挙は行われず、1947年4月の選挙の時点では定員の約半数の16人しか議員が在籍していなかった。

### 1947年改選
1947年4月30日執行。前年10月5日に施行された改正道府県制により実施された。1947年4月、知事選・市町村長選（4月5日）、参院選（4月20日）、衆院選（4月25日）が次々と執行され石川県では芦田均率いる民主党が勝利し、県議会でも民主党の躍進が予想されていた。また、この選挙から定員が31から43に大幅に増加した。
投票率：86.38%
| 選挙区 | 当選者               | 当選者               | 当選者               | 当選者               | 当選者               |
| ------ | -------------------- | -------------------- | -------------------- | -------------------- | -------------------- |
| 金沢市 | 金子順孝（民主党）   | 岡島友作（民主党）   | 宮下太一（社会党）   | 清谷博文（民主党）   | 越島久米三（社会党） |
| 金沢市 | 浅田勝二（自由党）   | 上久保守（民主党）   | 新田甚作（民主党）   | 鳥畠徳次郎（民主党） | 山本利行（民主党）   |
| 七尾市 | 川崎昇太郎（無所属） | 林亮一（協同党）     |                      |                      |                      |
| 小松市 | 森田良（自由党）     | 太田孝三（民主党）   | 岸本徳二（民主党）   |                      |                      |
| 江沼郡 | 田嶋作次郎（自由党） | 山田清次郎（民主党） | 藤井佐太郎（自由党） |                      |                      |
| 能美郡 | 西本弥（民主党）     | 吉田歳幸（民主党）   | 杉原杉善（無所属）   |                      |                      |
| 石川郡 | 藤井佶（民主党）     | 今西恒（民主党）     | 浜上耕三（自由党）   |                      |                      |
| 河北郡 | 高橋定栄（民主党）   | 重山徳好（自由党）   | 三島理保（民主党）   | 西田与作（民主党）   |                      |
| 羽咋郡 | 南長八（自由党）     | 干場忠平（自由党）   | 吉野耕造（民主党）   | 池田寛一（協同党）   |                      |
| 鹿島郡 | 宮本米吉（民主党）   | 丹後安太郎（自由党） | 戸田亀太郎（自由党） |                      |                      |
| 鳳至郡 | 川口俊雄（民主党）   | 百萬彦邦（自由党）   | 柴野良作（民主党）   | 河合舘（民主党）     | 横田象三郎（自由党） |
| 珠洲郡 | 藤野公平（民主党）   | 浜名勝治（自由党）   | 谷内口良作（自由党） |                      |                      |

結果は前評判通り、民主党21名、自由党15名、社会党3名、国民協同党2名、無所属2名で民主党が勝利した。革新勢力で当選したのは社会党の3名だけで共産党は一議席も獲得できなかった。また、現職で立候補した8人のうち当選したのは、岡島友作・重山徳好・横田象三郎の3人だけで、県会は顔ぶれを一新した。この選挙で選出された議員は、3日後の日本国憲法及び地方自治法の施行により、新しい石川県議会議員に移行した。

### 1951年改選
第2回統一地方選挙前半戦投票日である1951年4月30日執行。前年11月に発生した「天狗橋事件」で民主党は危機に瀕していた。この事態に民主党は第1党の地位を守る為、知事選及び県議選に全力を注いだ。これに対し、自由党は事件の真相を追及し、民主党知事の柴野県政を批判した。
投票率：88.37%
| 選挙区 | 当選者                 | 当選者               | 当選者               | 当選者               | 当選者             |
| ------ | ---------------------- | -------------------- | -------------------- | -------------------- | ------------------ |
| 金沢市 | 鳥畠徳次郎（民主党）   | 駒井志づ子（民主党） | 岡島友作（民主党）   | 新田甚作（民主党）   | 神保泰一（民主党） |
| 金沢市 | 清谷博文（民主党）     | 吉田長久（民主党）   | 宮下太一（社会党）   | 山本利行（無所属）   | 宮西隆（社会党）   |
| 金沢市 | 越島久米三（社会党）   | 上久保守（民主党）   |                      |                      |                    |
| 七尾市 | 川崎昇太郎（民主党）   | 堀一郎（自由党）     |                      |                      |                    |
| 小松市 | 太田孝三（民主党）     | 上田政次（無所属）   | 森田良（自由党）     |                      |                    |
| 江沼郡 | 宮永盛雄（無所属）     | 田嶋作次郎（自由党） | 東野甚五郎（民主党） | 山田清次郎（民主党） |                    |
| 能美郡 | 西本弥（民主党）       | 西川喜作（自由党）   | 雲戸成義（社会党）   |                      |                    |
| 石川郡 | 谷本与三次郎（自由党） | 杉原杉善（民主党）   | 今西恒（民主党）     | 浜上耕三（自由党）   |                    |
| 河北郡 | 西田与作（民主党）     | 高橋定栄（民主党）   | 三島理保（民主党）   |                      |                    |
| 羽咋郡 | 吉本作次（民主党）     | 吉野耕造（民主党）   | 梅野米吉（自由党）   | 池田寛一（民主党）   |                    |
| 鹿島郡 | 宮本米吉（民主党）     | 笹川菊次（自由党）   | 岡村孝一（無所属）   |                      |                    |
| 鳳至郡 | 生垣良作（自由党）     | 百萬彦邦（自由党）   | 横田象三郎（自由党） | 角谷嘉一郎（民主党） | 柴野良作（民主党） |
| 珠洲郡 | 藤野公平（民主党）     | 谷内口良作（自由党） |                      |                      |                    |

結果、民主党25名、自由党12名、社会党4名で、民主党が自由党に2倍以上の差をつけた。共産党は議席を獲得するには至らなかった。現職で立候補し議員のうち半数が落選し、県議会の顔ぶれは一新した。また、駒井志づ子が女性として初めて県議に当選した。

### 1955年改選
第3回統一地方選挙前半戦投票日である1955年4月23日執行。同年2月に柴野知事辞任に伴う知事選挙が実施され、自由党・両派社会党・共産党などの野党連合が推す田谷充実が、民主党の柴野を破って当選した。こうした中で、県議会第1党の民主党がどこまで議席を維持できるか注目された。また、前年からの大合併で郡市の境界に変更があったためこの選挙は、1954年12月31日現在の区域を選挙区とし、それ以降の変更は考慮しないこととされた。
投票率：83.70%
| 選挙区       | 当選者               | 当選者               | 当選者               | 当選者               | 当選者             |  |
| ------------ | -------------------- | -------------------- | -------------------- | -------------------- | ------------------ |  |
| 金沢市       | 宮下太一（右社党）   | 鳥畠徳次郎（民主党） | 岡島友作（民主党）   | 越島久米三（左社党） | 内田武雄（無所属） |  |
| 金沢市       | 江川為信（自由党）   | 神保泰一（民主党）   | 駒井志づ子（民主党） | 浅田勝二（民主党）   | 宮西隆（左社党）   |  |
| 金沢市       | 清谷博文（民主党）   | 小間井与一（民主党） |                      |                      |                    |  |
| 七尾市       | 川崎昇太郎（民主党） | 林亮一（自由党）     |                      |                      |                    |  |
| 小松市       | 藤井栄次（民主党）   | 森田良（自由党）     | 上田政次（右社党）   |                      |                    |  |
| 輪島市       | 川口俊雄（民主党）   | 橋爪政義（無所属）   |                      |                      |                    |  |
| 珠洲市珠洲郡 | 藤野公平（民主党）   | 矢鋪良吉（自由党）   |                      |                      |                    |  |
| 江沼郡       | 中曽根治郎（民主党） | 藤井佐太郎（無所属） | 宮永盛雄（無所属）   |                      |                    |  |
| 能美郡       | 吉田秀雄（無所属）   | 西川喜作（自由党）   | 吉田歳幸（民主党）   |                      |                    |  |
| 石川郡       | 長谷川耕蔵（無所属） | 杉原杉善（民主党）   | 浜上耕三（自由党）   | 大岸為吉（無所属）   |                    |  |
| 河北郡       | 矢田富雄（自由党）   | 西田与作（民主党）   | 今井源三（民主党）   | 三島理保（無所属）   |                    |  |
| 羽咋郡       | 梅野米吉（自由党）   | 吉本作次（民主党）   | 池田寛一（民主党）   | 吉島四郎平（無所属） |                    |  |
| 鹿島郡       | 宮本米吉（民主党）   | 横山多一（自由党）   | 青山征二（無所属）   |                      |                    |  |
| 鳳至郡       | 百萬彦邦（自由党）   | 生垣良作（自由党）   | 横田象三郎（自由党） |                      |                    |  |

結果、多数を誇った民主党は19名になり、第1党の地位は守ったが過半数を割るに至った。その他、自由党13名、右派社会党2名、左派社会党2名で、無所属9名は無所属クラブを結成した。

### 1959年改選
第4回統一地方選挙前半戦投票日である1959年4月23日執行。1955年に左右社会党が統合し、また保守合同がなり自由民主党が成立した。両党は県政の主導権を得ようと県議選に全力を期した。また、この選挙から市町村合併に基づく選挙区で実施された。(羽咋郡南部は押水町・志雄町で、羽咋郡北部は富来町・志賀町・高浜町）
投票率：82.74%
| 選挙区           | 当選者               | 当選者               | 当選者               | 当選者               | 当選者             |
| ---------------- | -------------------- | -------------------- | -------------------- | -------------------- | ------------------ |
| 金沢市           | 吉田長久（自民党）   | 本家三郎（自民党）   | 奥村弘（社会党）     | 米沢外秋（自民党）   | 岡島友作（自民党） |
| 金沢市           | 清水保治（社会党）   | 駒井志づ子（自民党） | 神保泰一（自民党）   | 小間井与一（自民党） | 清谷博文（自民党） |
| 金沢市           | 浅田勝二（自民党）   | 大桑孝雄（共産党）・ | 越島久米三（社会党） |                      |                    |
| 七尾市           | 川崎昇太郎（自民党） | 守友友範（社会党）   |                      |                      |                    |
| 小松市           | 藤井栄次（自民党）   | 竹内伊知（社会党）   | 岸本徳二（自民党）   | 森田良（自民党）     |                    |
| 輪島市           | 上野彦二（自民党）   | 橋爪政義（自民党）   |                      |                      |                    |
| 珠洲市珠洲郡     | 谷又三郎（自民党）   | 黒瀬七郎（自民党）   |                      |                      |                    |
| 加賀市江沼郡     | 西出宗一（自民党）   | 中西勇二（無所属）   | 北出秀雄（自民党）   |                      |                    |
| 羽咋市羽咋郡南部 | 吉井一良（自民党）   | 岩田一朗（自民党）   |                      |                      |                    |
| 能美郡           | 吉田秀雄（無所属）   | 西川喜作（自民党）   |                      |                      |                    |
| 石川郡           | 長谷川耕蔵（無所属） | 杉原杉善（自民党）   | 浜上耕三（自民党）   | 作本博（自民党）     |                    |
| 河北郡           | 矢田富雄（自民党）   | 木本勇（無所属）     | 西田与作（自民党）   | 今井源三（自民党）   |                    |
| 羽咋郡北部       | 花島喜春（自民党）   | 吉島四郎平（自民党） |                      |                      |                    |
| 鹿島郡           | 宮本米吉（自民党）   | 青山征二（自民党）   |                      |                      |                    |
| 鳳至郡           | 瀬那重雄（自民党）   | 百萬彦邦（自民党）   | 藤悳一（無所属）     |                      |                    |

結果、自民党34名、社会党5名、共産党1名、無所属5名となった。無所属で当選した藤悳一と木本勇は後に自民党籍を明らかにしたので自民党36名となり、社会党議員と中西勇二、長谷川耕蔵は革新クラブを結成した。また、金沢市では共産党が初めて当選者を出し、七尾市では革新勢力が能登地区で初めて議席を得たことが注目された。

### 1963年改選
第5回統一地方選挙前半戦投票日である1963年4月17日執行。自民党の結党以来、県議会は自民党による圧倒的多数だったが、革新勢力も徐々に県民に浸透を図り勢力を拡大していた。この選挙でも激しい保革対立の選挙戦となった。
投票率：82.17%
| 選挙区           | 当選者               | 当選者               | 当選者             | 当選者             | 当選者             |
| ---------------- | -------------------- | -------------------- | ------------------ | ------------------ | ------------------ |
| 金沢市           | 大桑孝雄（共産党）   | 橋爪義守（無所属）   | 岡島友作（自民党） | 羽間政信（自民党） | 西田与作（自民党） |
| 金沢市           | 本家三郎（自民党）   | 浅田勝二（自民党）   | 米沢外秋（自民党） | 川島重男（社会党） | 今井源三（自民党） |
| 金沢市           | 越島久米三（社会党） | 清谷博文（自民党）   | 吉田長久（自民党） | 清水保治（社会党） |                    |
| 七尾市           | 守友友範（社会党）   | 川崎昇太郎（自民党） |                    |                    |                    |
| 小松市           | 東木作次（民社党）   | 竹内伊知（社会党）   | 森田良（自民党）   | 岸本徳二（自民党） |                    |
| 輪島市           | 上野彦二（自民党）   | 橋爪政義（自民党）   |                    |                    |                    |
| 珠洲市珠洲郡     | 谷又三郎（自民党）   | 黒瀬七郎（自民党）   |                    |                    |                    |
| 加賀市江沼郡     | 中西勇二（無所属）   | 山下仁三郎（自民党） | 北出秀雄（自民党） |                    |                    |
| 羽咋市羽咋郡南部 | 吉井一良（自民党）   | 岩田一朗（自民党）   |                    |                    |                    |
| 能美郡           | 佐々木博（自民党）   | 西川喜作（自民党）   |                    |                    |                    |
| 石川郡           | 山田美農里（自民党） | 杉原杉善（自民党）   | 作本博（自民党）   | 岡本茂（社会党）   |                    |
| 河北郡           | 矢田富雄（自民党）   | 木本勇（自民党）     | 竹野清次（自民党） |                    |                    |
| 羽咋郡北部       | 花島喜春（自民党）   | 吉島四郎平（自民党） |                    |                    |                    |
| 鹿島郡           | 宮本米吉（自民党）   | 青山征二（自民党）   |                    |                    |                    |
| 鳳至郡           | 百萬彦邦（自民党）   | 瀬那重雄（自民党）   | 藤悳一（自民党）   |                    |                    |

結果、自民党33名、社会党6名、共産党1名、民社党1名、無所属2名で、各党はおおむね現状維持したが、金沢市では共産党候補がトップ当選するなど革新勢力の伸長が著しかった。また、民社党が初めて議席を得た。

### 2003年改選
第15回統一地方選挙前半戦投票日である2003年4月13日執行。
- 投票率：62.24%
  - 選挙当日有権者数：839,216名
  - 投票者数：522,203名

出典
| 選挙区           | 当選者                          | 当選者                        | 当選者                          | 当選者                        |
| ---------------- | ------------------------------- | ----------------------------- | ------------------------------- | ----------------------------- |
| 金沢市           | 庄源一（公明党）                | 尾西洋子（共産党）            | 下沢佳充（自民党）              | 金原博（新進石川）            |
| 金沢市           | 宇野邦夫（新進石川）            | 紐野義昭（自民党）            | 米沢賢司（新進石川）            | 中村勲（自民党）              |
| 金沢市           | 田中博人（無所属）              | 盛本芳久（無所属=社民党推薦） | 米田義三（自民党）              | 宮下登詩子（社民党）          |
| 金沢市           | 中谷喜和（民主党）              | 新谷博範（無所属）            | 広岡立美（民主党）              | 長井賢誓（自民党）            |
| 金沢市           | 石坂修一（新進石川）            |                               |                                 |                               |
| 七尾市           | 和田内幸三（自民党）            | 長憲二（自民党）              |                                 |                               |
| 小松市           | 藤井義弘（自民党）              | 福村章（自民党）              | 北村繁盛（新進石川=自由党推薦） | 山根靖則（無所属=社民党推薦） |
| 輪島市           | 北村茂男（自民党）              |                               |                                 |                               |
| 珠洲市珠洲郡     | 上田幸雄（自民党）              |                               |                                 |                               |
| 加賀市江沼郡     | 向出勉（自民党）                | 宮元陸（自民党）              | 若林昭夫（無所属=社民党推薦）   |                               |
| 羽咋市羽咋郡南部 | 稲村建男（自民党）              | 小倉宏眷（自民党）            |                                 |                               |
| 松任市石川郡西部 | 米光正次（新進石川=自由党推薦） | 作野広昭（自民党）            | 吉崎吉規（無所属）              |                               |
| 能美郡           | 吉田歳嗣（自民党）              | 善田晋作（自民党）            |                                 |                               |
| 石川郡東南部     | 粟貴章（新進石川=自由党推薦）   | 中川石雄（自民党）            | 山田憲昭（自民党）              |                               |
| 河北郡           | 矢田富郎（自民党）              | 木本利夫（自民党）            | 八十出泰成（自民党）            |                               |
| 羽咋郡北部       | 小泉勝（無所属）                |                               |                                 |                               |
| 鹿島郡           | 山田省悟（自民党）              | 宮本惣一郎（無所属）          |                                 |                               |
| 鳳至郡           | 宮下正博（自民党）              | 宮下源一郎（自民党）          |                                 |                               |

### 2007年改選
第16回統一地方選挙前半戦投票日である2007年4月8日執行。この選挙では、2005年3月2日以降の合併による境界の変更は考慮されないこととされた。
- 投票率：57.95%
  - 選挙当日有権者数：749,350名
  - 投票者数：434,222名

出典
| 選挙区           | 当選者               | 当選者               | 当選者               | 当選者               | 当選者             |
| ---------------- | -------------------- | -------------------- | -------------------- | -------------------- | ------------------ |
| 金沢市           | 下沢佳充（自民党）   | 尾西洋子（共産党）   | 金原博（新進石川）   | 宇野邦夫（新進石川） | 谷内律夫（公明党） |
| 金沢市           | 中村勲（自民党）     | 庄源一（公明党）     | 田中博人（無所属）   | 石坂修一（新進石川） | 紐野義昭（自民党） |
| 金沢市           | 中谷喜和（民主党）   | 盛本芳久（無所属）   | 米沢賢司（新進石川） | 米田義三（自民党）   | 広岡立美（民主党） |
| 金沢市           | 北篤司（無所属）     | 宮下登詩子（社民党） |                      |                      |                    |
| 七尾市           | 和田内幸三（自民党） | 西田昭二（自民党）   | 石島正則（自民党）   |                      |                    |
| 小松市           | 藤井義弘（自民党）   | 山根靖則（無所属）   | 福村章（自民党）     | 北村繁盛（新進石川） |                    |
| 輪島市           | 宮地治（自民党）     |                      |                      |                      |                    |
| 珠洲市           | 塚崎康彦（無所属）   |                      |                      |                      |                    |
| 加賀市           | 向出勉（自民党）     | 若林昭夫（無所属）   | 宮元陸（自民党）     |                      |                    |
| 羽咋市羽咋郡南部 | 稲村建男（自民党）   | 小倉宏眷（自民党）   |                      |                      |                    |
| 松任市石川郡西部 | 米光正次（新進石川） | 吉崎吉規（自民党）   | 作野広昭（自民党）   |                      |                    |
| かほく市         | 木本利夫（自民党）   |                      |                      |                      |                    |
| 能美市能美郡     | 沢田貞（無所属）     | 森祐喜（自民党）     |                      |                      |                    |
| 石川郡東南部     | 山田憲昭（自民党）   | 中川石雄（自民党）   | 吉田修（無所属）     |                      |                    |
| 河北郡           | 桜川剛（自民党）     | 米田昭夫（自民党）   |                      |                      |                    |
| 羽咋郡北部       | 石田忠夫（無所属）   |                      |                      |                      |                    |
| 鹿島郡           | 山田省悟（自民党）   |                      |                      |                      |                    |
| 鳳珠郡           | 宮下正博（自民党）   | 桜井廣明（無所属）   |                      |                      |                    |

### 2011年改選

2011年県議選の結果

第17回統一地方選挙前半戦投票日である2011年4月10日執行。この選挙から平成の大合併による選挙区で実施された。三選挙区で無投票となり5名が無投票当選した。
- 投票率：56.72%
  - 選挙当日有権者数：828,645名
  - 投票者数：469,994名

出典
| 党派       | 得票数  | 得票率 | 当選 |
| ---------- | ------- | ------ | ---- |
| 自由民主党 | 242,573 |        | 25   |
| 民主党     | 87,048  |        | 8    |
| 公明党     | 18,707  |        | 2    |
| 日本共産党 | 10,701  |        | 1    |
| 諸派       | 7,576   |        | 1    |
| 無所属     | 96,406  |        | 6    |
|            | 463,011 |        | 43   |

出典
| 選挙区           | 当選者             | 当選者                            | 当選者                              | 当選者             |
| ---------------- | ------------------ | --------------------------------- | ----------------------------------- | ------------------ |
| 金沢市           | 下沢佳充（自民党） | 田中博人（無所属）                | 中村勲（自民党）                    | 不破大仁（自民党） |
| 金沢市           | 紐野義昭（自民党） | 佐藤正幸（共産党）                | 金原博（民主党）                    | 宇野邦夫（民主党） |
| 金沢市           | 谷内律夫（公明党） | 増江啓（公明党）                  | 盛本芳久（無所属=社民党推薦）       | 安居知世（自民党） |
| 金沢市           | 川裕一郎（民主党） | 新谷博範（民主党）                | 米沢賢司（新進石川=国民新党推薦）・ | 石坂修一（民主党） |
| 七尾市           | 西田昭二（自民党） | 和田内幸三（自民党）              |                                     |                    |
| 小松市           | 藤井義弘（自民党） | 福村章（自民党）                  | 山根靖則（無所属）                  | 北村繁盛（民主党） |
| 輪島市           | 宮下正博（自民党） |                                   |                                     |                    |
| 珠洲市           | 平蔵豊志（無所属） |                                   |                                     |                    |
| 加賀市           | 宮元陸（自民党）   | 若林昭夫（無所属）                | 向出勉（自民党）                    |                    |
| 羽咋市羽咋郡南部 | 稲村建男（自民党） | 本吉浄与（無所属）                |                                     |                    |
| かほく市         | 木本利夫（自民党） |                                   |                                     |                    |
| 能美市能美郡     | 善田善彦（自民党） | 井出敏朗（自民党）                |                                     |                    |
| 白山市           | 山田憲昭（自民党） | 吉崎吉規（自民党）                | 米光正次（民主党）                  | 大口英夫（自民党） |
| 石川郡           | 吉田修（民主党）   | 徳野光春（自民党）                |                                     |                    |
| 河北郡           | 焼田宏明（自民党） | 米田昭夫（自民党=みんなの党推薦） |                                     |                    |
| 羽咋郡北部       | 石田忠夫（自民党） |                                   |                                     |                    |
| 鹿島郡           | 山田省悟（自民党） |                                   |                                     |                    |
| 鳳珠郡           | 山口彦衛（自民党） |                                   |                                     |                    |

### 2015年改選

2015年県議選の結果

第18回統一地方選挙の前半戦投票日である4月12日に投票が行われた。定数43議席に対して56名が立候補したが、全15選挙区中8選挙区で無投票となり、11名が無投票当選した。無投票当選を含めた各党の当選者は自民党が26名、民主党1名、公明党2名、共産党1名、社民党1名、諸派（新進石川）1名、無所属11名（うち民主党推薦が1名）となり、自民党は改選前議席より1つ上積み、民主党は唯一擁立した公認候補1名が当選した。
投票率：48.15%（前回比-8.57%）
- 投票日当日有権者数：689,692名
- 投票者数：332,080名

出典
| 党派            | 得票数  | 得票率 | 当選 |
| --------------- | ------- | ------ | ---- |
| 自由民主党      | 155,830 |        | 26   |
| 民主党          | 10,318  |        | 1    |
| 公明党          | 16,078  |        | 2    |
| 日本共産党      | 12,901  |        | 1    |
| 社会民主党      | 8,252   |        | 1    |
| 諸派            | 7,175   |        | 1    |
| 無所属          | 116,595 |        | 11   |
| 合計            | 327,149 |        | 43   |
| 女性当選者は2名 |         |        |      |

出典：“平成27年4月12日執行「石川県議会議員選挙」の開票速報” (2015年4月13日). 2015年4月25日閲覧。
| 選挙区           | 当選者               | 当選者                       | 当選者             | 当選者               |
| ---------------- | -------------------- | ---------------------------- | ------------------ | -------------------- |
| 金沢市           | 下沢佳充（自民党）   | 田中敬人（無所属）           | 中村勲（自民党）   | 不破大仁（自民党）   |
| 金沢市           | 紐野義昭（自民党）   | 佐藤正幸（共産党）           | 金原博（無所属）   | 宇野邦夫（新進石川） |
| 金沢市           | 谷内律夫（公明党）   | 増江啓（公明党）             | 盛本芳久（社民党） | 安居知世（自民党）   |
| 金沢市           | 川裕一郎（無所属）   | 富瀬永（無所属＝民主党推薦） | 米沢賢司（自民党） | 石坂修一（無所属）   |
| 七尾市           | 西田昭二（自民党）   | 和田内幸三（自民党）         |                    |                      |
| 小松市           | 藤井義弘（自民党）   | 福村章（自民党）             | 八田知子（自民党） | 一川政之（民主党）   |
| 輪島市           | 宮下正博（自民党）   |                              |                    |                      |
| 珠洲市           | 平蔵豊志（自民党）   |                              |                    |                      |
| 加賀市           | 田中哲也（自民党）   | 室谷弘幸（無所属）           | 向出勉（自民党）   |                      |
| 羽咋市羽咋郡南部 | 稲村建男（自民党）   | 本吉浄与（無所属）           |                    |                      |
| かほく市         | 沖津千万人（自民党） |                              |                    |                      |
| 能美市能美郡     | 善田善彦（自民党）   | 井出敏朗（自民党）           |                    |                      |
| 白山市           | 車幸弘（自民党）     | 吉崎吉規（自民党）           | 横山隆也（自民党） | 作野広昭（自民党）   |
| 野々市市         | 吉田修（無所属）     | 徳野光春（自民党）           |                    |                      |
| 河北郡           | 焼田宏明（自民党）   | 米田昭夫（自民党）           |                    |                      |
| 羽咋郡北部       | 石田忠夫（自民党）   |                              |                    |                      |
| 鹿島郡           | 山田省悟（自民党）   |                              |                    |                      |
| 鳳珠郡           | 山口彦衛（自民党）   |                              |                    |                      |

### 2019年改選

2019年県議選の結果

第19回統一地方選挙の前半戦投票日である4月8日に投票が行われた。定数43議席に対して53名が立候補したが、全15選挙区中8選挙区で無投票となり、11名が無投票当選した。出馬者数は過去最低だった他、県内平均投票率も過去最低だった。特に2つの選挙区では、投票率が30%代となった。各党の当選者は自民党が28名(内、無投票11名)、国民民主党2名、公明党2名、共産党1名、社民党1名、自民党推薦の２人を含む無所属9名(内、無投票は非自民系より1名)。自民党は県連幹事長や県連総務会長が落選し改選前議席より2議席減らしたものの、推薦した2名が当選した。国民民主党は現職の他、新人が与野党一騎討ちを制して2人が当選した。公明党現職の2議席を保ち、県議選で初となる推薦を23人の自民党候補に出し、内19人が当選した。共産党、社民党も議席をそれぞれ維持した。連合石川は6人を推薦し、新人2人を含む5人が当選した。内、１人は無投票だった。
平均投票率：44.72%（前回比-3.43%)
投票日当日有権者数：704,474名
- 投票者数：315,052名(内、期日前投票は115,268人)

出典
| 党派            | 得票数  | 得票率 | 当選 |
| --------------- | ------- | ------ | ---- |
| 自由民主党      | 116,117 |        | 28   |
| 国民民主党      | 14,919  |        | 2    |
| 公明党          | 16,270  |        | 2    |
| 日本共産党      | 8,247   |        | 1    |
| 社会民主党      | 7,605   |        | 1    |
| 無所属          | 87,853  |        | 9    |
| 合計            | 251,011 |        | 43   |
| 女性当選者は3名 |         |        |      |

出典：2019年4月8日付北國新聞朝刊
| 選挙区           | 当選者                                | 当選者                           | 当選者                              | 当選者                        |  |
| ---------------- | ------------------------------------- | -------------------------------- | ----------------------------------- | ----------------------------- |  |
| 金沢市           | 長田哲也(無所属)                      | 下沢佳充（自民党）               | 中村勲（自民党）                    | 田中敬人（自民党）            |  |
| 金沢市           | 不破大仁（自民党）                    | 増江啓（公明党）                 | 佐藤正幸（共産党）                  | 谷内律夫（公明党）            |  |
| 金沢市           | 盛本芳久（社民党＝連合石川推薦）      | 打出喜代文(無所属＝連合石川推薦) | 米沢賢司（自民党）                  | 紐野義昭（自民党）            |  |
| 金沢市           | 石坂修一（無所属）                    | 安居知世（自民党）               | 太郎田真理(自民党)                  | 川裕一郎（無所属）            |  |
| 七尾市           | 清水真一路（無所属）                  | 和田内幸三(自民党＝公明党推薦)   |                                     |                               |  |
| 小松市           | 福村章（自民党＝公明党推薦）          | 藤井義弘（自民党＝公明党推薦）   | 一川政之（国民民主党＝連合石川推薦) | 八田知子(自民党＝公明党推薦)  |  |
| 輪島市           | 宮下正博（自民党＝公明党推薦）        |                                  |                                     |                               |  |
| 珠洲市・鳳珠郡   | 平蔵豊志（自民党＝公明党推薦）        | 山口彦衛（自民党）               |                                     |                               |  |
| 加賀市           | 向出勉（自民党=公明党推薦）           | 室谷弘幸（自民党=公明党推薦）    | 田中哲也（自民党=公明党推薦）       |                               |  |
| 羽咋市羽咋郡南部 | 稲村建男（自民党=公明党推薦）         | 本吉浄与（無所属=連合石川推薦）  |                                     |                               |  |
| かほく市         | 沖津千万人（自民党=公明党推薦）       |                                  |                                     |                               |  |
| 能美市能美郡     | 善田善彦（自民党=公明党推薦）         | 橋本崇史（自民党=公明党推薦）    |                                     |                               |  |
| 白山市           | 作野広昭（自民党=公明党推薦）         | 横山隆也（自民党=公明党推薦）    | 車幸弘（自民党=公明党推薦）         | 安実隆直（無所属=自民党推薦） |  |
| 野々市市         | 吉田修（無所属）                      | 徳野光春（自民党=公明党推薦）    |                                     |                               |  |
| 河北郡           | 焼田宏明（自民党=公明党推薦）         | 太田臣宣（無所属=自民党推薦）    |                                     |                               |  |
| 羽咋郡北部       | 石田忠夫（自民党=公明党推薦）         |                                  |                                     |                               |  |
| 鹿島郡           | 岡野定隆志（国民民主党=連合石川推薦） |                                  |                                     |                               |  |

(得票順で無投票選挙区当選者は当選回数順)

## 補欠選挙

### 1882年選出
| 選挙区   | 退任議員   | 退任日        | 理由 | 当選議員     | 就任日         |
| -------- | ---------- | ------------- | ---- | ------------ | -------------- |
| 上新川郡 | 杉本弥八郎 | 1882年8月4日  | 辞職 | 宮崎重次     | 1882年9月26日  |
| 上新川郡 | 石坂専之介 | 1882年8月10日 | 辞職 | 堀田周造     | 1882年9月26日  |
| 珠洲郡   | 矢部三次郎 | 1882年8月28日 | 辞職 | 米田周作     | 1882年9月1日   |
| 射水郡   | 金田金三郎 | 1882年9月5日  | 死去 | 堀宗平       | 1882年9月10日  |
| 羽咋郡   | 岡野是保   | 1882年9月30日 | 辞職 | 加藤又八郎   | 1882年11月11日 |
| 下新川郡 | 岡与左衛門 | 1882年9月     | 辞職 | 米澤紋三郎   | 1882年9月23日  |
| 金沢区   | 野村精一   | 1882年12月2日 | 辞職 | 宮岡文右衛門 | 1882年12月2日  |
| 下新川郡 | 米澤紋三郎 | 1883年2月12日 | 辞職 | 菅野新作     | 1883年3月1日   |
| 羽咋郡   | 加藤又八郎 | 1883年2月12日 | 辞職 | 戸坂林造     | 1883年3月1日   |
| 羽咋郡   | 堀田督農   | 1883年3月15日 | 辞職 | 中村格太郎   | 1883年3月16日  |
| 江沼郡   | 丹羽啓太郎 | 1883年3月16日 | 辞職 | 梅田五月     | 1883年3月17日  |
| 江沼郡   | 梅田五月   | 1883年3月24日 | 辞職 | 和田重次郎   | 1883年3月28日  |
| 射水郡   | 稲垣示     | 1883年3月16日 | 除名 | 島尾三郎     | 1883年3月19日  |
| 礪波郡   | 朝倉幾太郎 | 1883年3月     | 辞職 | 島田孝之     | 1883年3月      |

### 1883年選出
| 選挙区 | 退任議員     | 退任日         | 理由           | 当選議員     | 就任日         |
| ------ | ------------ | -------------- | -------------- | ------------ | -------------- |
| 能美郡 | 吉澤甚右衛門 | 1884年2月16日  | 辞職           | 村田弥右衛門 | 1884年2月25日  |
| 江沼郡 | 和田重次郎   | 1884年2月19日  | 辞職           | 梅田五月     | 1884年2月25日  |
| 羽咋郡 | 宇波菊太郎   | 1884年4月5日   | 任石川県六等属 | 中村格太郎   | 1884年4月5日   |
| 能美郡 | 永田三好     | 1884年4月17日  | 辞職           | 佐々木藤作   | 1884年4月17日  |
| 能美郡 | 新田甚左衛門 | 1884年7月1日   | 任戸長         | 澤守六平     | 1884年7月19日  |
| 能美郡 | 舘本尚之     | 1884年7月1日   | 任戸長         | 片桐作平     | 1884年7月19日  |
| 能美郡 | 村田弥右衛門 | 1884年7月1日   | 任戸長         | 有山吉蔵     | 1884年7月19日  |
| 石川郡 | 吉本栄吉     | 1884年7月1日   | 任戸長         | 織田助太郎   | 1884年7月19日  |
| 河北郡 | 倉知與       | 1884年7月1日   | 任戸長         | 橋安二郎     | 1884年7月19日  |
| 羽咋郡 | 國田武信     | 1884年8月21日  | 辞職           | 川崎和三郎   | 1884年8月29日  |
| 羽咋郡 | 中村格太郎   | 1884年10月24日 | 任羽咋郡書記   | 永野広作     | 1884年10月25日 |
| 能美郡 | 片桐作平     | 1884年12月9日  | 任戸長         | 廣田平次     | 1884年12月21日 |
| 能美郡 | 廣田平次     | 1885年2月      | 辞職           | 北野與作     | 1885年3月16日  |
| 能美郡 | 北野與作     | 1885年8月      | 辞職           | 廣田善四郎   | 1885年8月21日  |
| 能美郡 | 廣田善四郎   | 1885年8月27日  | 辞職           | 新田甚左衛門 | 1885年9月28日  |
| 能美郡 | 有山吉蔵     | 1885年8月      | 辞職           | 牧野雅一     | 1885年9月28日  |
| 能美郡 | 佐々木藤作   | 1885年9月18日  | 辞職           | 村田助松     | 1885年10月27日 |
| 羽咋郡 | 戸坂林造     | 1886年1月12日  | 辞職           | 松井八三郎   | 1886年1月13日  |
| 羽咋郡 | 川崎和三郎   | 1886年1月12日  | 任羽咋郡書記   | 葛城理吉     | 1886年2月13日  |
| 石川郡 | 荒井堅治     | 1886年3月2日   | 任石川郡書記   | 黒川安太郎   | 1886年3月      |
| 金沢区 | 籠田信次     | 1886年4月28日  | 任石川県七等属 | 運上藤兵衛   | 1886年4月30日  |
| 河北郡 | 芦原訓一郎   | 1886年5月12日  | 任戸長         | 飯田藤右衛門 | 1886年5月19日  |
| 羽咋郡 | 葛城理吉     | 1886年11月15日 | 任戸長         | 岡部勇作     | 1886年11月18日 |
| 石川郡 | 松田吉三郎   | 1886年6月      | 任戸長         | 加藤栄太郎   | 1886年6月22日  |
| 江沼郡 | 猪俣節太郎   | 1886年9月8日   | 任江沼郡書記   | 平出雄       | 1886年9月15日  |
| 江沼郡 | 高谷甚左     | 1887年5月      | 辞職           | 矢田郷與在門 | 1887年5月10日  |
| 金沢区 | 芳野貞成     | 1887年6月2日   | 任金沢区書記   | 児島璋心     | 1887年6月7日   |
| 石川郡 | 藤垣吉四郎   | 1887年7月28日  | 任戸長         | 黒川安太郎   | 1887年8月12日  |
| 金沢区 | 河瀬貫一郎   | 1887年9月28日  | 任羽咋郡長     | 運上藤兵衛   | 1887年10月3日  |
| 鹿島郡 | 中川長吉     | 1887年11月16日 | 任石川県属     | 室木弥八郎   | 1887年11月16日 |
| 鳳至郡 | 井田実       | 1887年11月     | 辞職           | 樋爪啓太郎   | 1887年11月17日 |
| 金沢区 | 運上藤兵衛   | 1888年10月     | 辞職           | 森下森八     | 1888年10月8日  |
| 金沢区 | 森下森八     | 1888年10月10日 | 辞職           | 吉田時良     | 1888年10月10日 |
| 河北郡 | 庭田次平     | 1888年11月     | 辞職           | 斎藤實       | 1888年12月1日  |
| 羽咋郡 | 雄谷朔平     | 1888年12月10日 | 取消           | 雄谷朔平     | 1888年12月10日 |
| 羽咋郡 | 酒井寛吾     | 1888年12月10日 | 取消           | 國田武信     | 1888年12月10日 |

### 1889年選出
| 選挙区 | 退任議員     | 退任日       | 理由 | 当選議員     | 就任日         |
| ------ | ------------ | ------------ | ---- | ------------ | -------------- |
| 能美郡 | 村田弥右衛門 | 1889年10月   | 辞職 | 酒井芳       | 1889年11月1日  |
| 河北郡 | 斎藤實       | 1889年11月   | 辞職 | 渡邊奨       | 1889年11月27日 |
| 鳳至郡 | 樋爪啓太郎   | 1890年1月    | 辞職 | 竹内文辰     | 1890年1月10日  |
| 江沼郡 | 相川久太郎   | 1890年7月    | 辞職 | 西田彦平     | 1890年6月26日  |
| 河北郡 | 浅野順平     | 1890年7月    | 辞職 | 飯田藤右衛門 | 1890年7月12日  |
| 金沢市 | 遠藤秀景     | 1890年7月    | 辞職 | 廣瀬道太郎   | 1890年7月22日  |
| 鳳至郡 | 小間粛       | 1890年7月    | 辞職 | 橋本勇次     | 1890年7月22日  |
| 河北郡 | 飯田藤右衛門 | 1890年8月    | 辞職 | 辻川半右衛門 | 1890年8月8日   |
| 能美郡 | 新田甚左衛門 | 1890年8月    | 辞職 | 南谷與三郎   | 1890年8月9日   |
| 石川郡 | 福田太三郎   | 1890年9月    | 辞職 | 山上了       | 1890年9月18日  |
| 能美郡 | 酒井芳       | 1890年11月   | 辞職 | 廣田善四郎   | 1890年11月5日  |
| 河北郡 | 渡邊奨       | 1890年12月   | 死去 | 矢田彌作     | 1890年12月17日 |
| 羽咋郡 | 松井八三郎   | 1891年3月2日 | 辞職 | 城山準之助   | 1891年3月9日   |
| 能美郡 | 廣田善四郎   | 1891年3月    | 辞職 | 山本十右衛門 | 1891年3月28日  |
| 能美郡 | 山本十右衛門 | 1891年4月    | 辞職 | 吉岡庄平     | 1891年6月16日  |
| 金沢市 | 飯田秀魁     | 1891年5月    | 辞職 | 島倉勝則     | 1891年6月5日   |
| 羽咋郡 | 平野武右衛門 | 1891年7月    | 辞職 | 宇野元種     | 1891年7月20日  |
| 石川郡 | 大谷市造     | 1891年9月    | 辞職 | 田中喜太郎   | 1891年9月11日  |
| 河北郡 | 江尻直人     | 1891年9月    | 辞職 | 亀田外余次郎 | 1891年9月19日  |

### 1891年選出
| 選挙区 | 退任議員     | 退任日         | 理由   | 当選議員     | 就任日         |
| ------ | ------------ | -------------- | ------ | ------------ | -------------- |
| 能美郡 | 宮川豊次     | 1891年11月     | 辞職   | 村田孫右衛門 | 1891年12月2日  |
| 金沢市 | 久保田全     | 1891年12月     | 辞職   | 久保田全     | 1892年1月11日  |
| 金沢市 | 上森捨次郎   | 1891年12月     | 辞職   | 上森捨次郎   | 1892年1月11日  |
| 金沢市 | 清水兼之     | 1891年12月     | 辞職   | 清水兼之     | 1892年1月11日  |
| 金沢市 | 平野在直     | 1891年12月     | 辞職   | 平野在直     | 1892年1月11日  |
| 河北郡 | 本岡三千治   | 1891年12月     | 辞職   | 大山尾之助   | 1892年1月11日  |
| 河北郡 | 橋安二郎     | 1891年12月     | 辞職   | 岡部喜久治   | 1892年1月11日  |
| 河北郡 | 吉田次太郎   | 1891年12月     | 辞職   | 吉田次太郎   | 1892年1月11日  |
| 珠洲郡 | 橋元勗       | 1891年12月     | 失格   | 宇多賢次郎   | 1892年1月11日  |
| 珠洲郡 | 藻寄鐵五郎   | 1891年12月     | 辞職   | 藻寄鐵五郎   | 1892年1月11日  |
| 能美郡 | 村田孫右衛門 | 1892年6月      | 辞職   | 栗田長次郎   | 1892年6月20日  |
| 石川郡 | 爪長弥三郎   | 1892年         | 辞職   | 多川茂雄     | 1892年6月20日  |
| 鹿島郡 | 野村謙三     | 1892年         | 辞職   | 松井善四郎   | 1892年6月20日  |
| 鹿島郡 | 西野六次郎   | 1892年         | 辞職   | 堀内園助     | 1892年6月20日  |
| 羽咋郡 | 岡島賢雄     | 1892年5月3日   | [ 18 ] | 岡島賢雄     | 1892年7月27日  |
| 羽咋郡 | 森本賢之丞   | 1892年5月3日   | [ 18 ] | 葛城忠寸計   | 1892年7月27日  |
| 羽咋郡 | 西豊吉郎     | 1892年5月3日   | [ 18 ] | 村田勇太郎   | 1892年7月27日  |
| 鳳至郡 | 百萬梅治     | 1892年2月      | 辞職   | 坂本三郎四郎 | 1892年6月20日  |
| 河北郡 | 吉田次太郎   | 1892年11月     | 辞職   | 亀田外余次郎 | 1892年11月18日 |
| 珠洲郡 | 藻寄鐵五郎   | 1892年2月19日  | 辞職   | 橋元勗       | 1892年11月26日 |
| 石川郡 | 神保小太郎   | 1892年2月      | 辞職   | 村本尚三     | 1893年3月17日  |
| 羽咋郡 | 葛城忠寸計   | 1893年4月14日  | [ 18 ] | 葛城忠寸計   | 1893年5月22日  |
| 羽咋郡 | 村田勇太郎   | 1893年4月14日  | [ 18 ] | 中村格太郎   | 1893年5月22日  |
| 羽咋郡 | 岡島賢雄     | 1893年4月14日  | [ 18 ] | 岡島賢雄     | 1893年5月22日  |
| 江沼郡 | 梅田五月     | 1894年3月      | 辞職   | 中谷宇衛     | 1894年6月1日   |
| 能美郡 | 栗田長次郎   | 1894年5月      | 辞職   | 笹木與一郎   | 1894年6月1日   |
| 能美郡 | 村田助松     | 1894年8月      | 辞職   | 山本十右衛門 | 1894年9月10日  |
| 珠洲郡 | 橋元勗       | 1894年9月11日  | 辞職   | 新田義繁     | 1894年10月4日  |
| 羽咋郡 | 大石助作     | 1894年9月13日  | 死去   | 西島義平     | 1894年10月4日  |
| 江沼郡 | 中谷宇衛     | 1894年11月     | 辞職   | 永井源二     | 1894年11月24日 |
| 鳳至郡 | 竹内虎松     | 1894年11月13日 | 辞職   | 田谷孫三郎   | 1894年11月27日 |

### 1895年選出
| 選挙区 | 退任議員     | 退任日        | 理由   | 当選議員   | 就任日         |
| ------ | ------------ | ------------- | ------ | ---------- | -------------- |
| 鹿島郡 | 永江久常     | 1895年3月     | 辞職   | 戸部恒雄   | 1895年4月12日  |
| 河北郡 | 岡部喜久治   | 1895年9月     | 辞職   | 村儀太郎   | 1895年10月10日 |
| 能美郡 | 山本十右衛門 | 1896年1月     | 辞職   | 林静       | 1896年1月25日  |
| 羽咋郡 | 吉野勘十郎   | 1896年3月7日  | 辞職   | 山本康之助 | 1896年3月23日  |
| 珠洲郡 | 橋元勗       | 1896年5月     | 辞職   | 新田義繁   | 1896年6月6日   |
| 珠洲郡 | 八木久八郎   | 1896年5月     | 辞職   | 畑中晋作   | 1896年6月6日   |
| 金沢市 | 山原成太郎   | 1896年6月3日  | [ 18 ] | 山原成太郎 | 1896年6月26日  |
| 金沢市 | 横地正果     | 1896年6月3日  | [ 18 ] | 横地正果   | 1896年6月26日  |
| 金沢市 | 児島璋心     | 1896年6月3日  | [ 18 ] | 児島璋心   | 1896年6月26日  |
| 金沢市 | 高田九八郎   | 1896年6月3日  | [ 18 ] | 高田九八郎 | 1896年6月26日  |
| 河北郡 | 亀田外餘次郎 | 1896年8月31日 | 辞職   | 浅野順平   | 1896年10月3日  |

### 1897年選出
| 選挙区 | 退任議員   | 退任日         | 理由 | 当選議員   | 就任日         |
| ------ | ---------- | -------------- | ---- | ---------- | -------------- |
| 能美郡 | 笹木與一郎 | 1897年10月     | 辞職 | 出口出     | 1897年11月10日 |
| 河北郡 | 庭田次平   | 1897年10月     | 辞職 | 大山尾之助 | 1897年11月19日 |
| 河北郡 | 橋安二郎   | 1897年10月     | 辞職 | 北尾栄太郎 | 1897年11月19日 |
| 河北郡 | 本岡三千治 | 1897年10月     | 辞職 | 村儀太郎   | 1897年11月19日 |
| 金沢市 | 河瀬貫一郎 | 1897年11月     | 辞職 | 宮野直道   | 1897年12月11日 |
| 江沼郡 | 永井源二   | 1897年12月22日 | 失職 | 松木壽太郎 | 1898年2月5日   |
| 江沼郡 | 上出長次郎 | 1897年12月22日 | 失職 | 稲葉市次郎 | 1898年2月5日   |

### 1898年選出
| 選挙区 | 退任議員   | 退任日     | 理由 | 当選議員   | 就任日         |
| ------ | ---------- | ---------- | ---- | ---------- | -------------- |
| 石川郡 | 田中喜太郎 | 1898年8月  | 辞職 | 永寛敬信   | 1898年9月5日   |
| 羽咋郡 | 金田平五郎 | 1898年10月 | 辞職 | 雄谷助次郎 | 1898年9月5日   |
| 珠洲郡 | 角谷時三郎 | 1898年10月 | 辞職 | 畠山雄之助 | 1898年11月10日 |

### 1899年選出
| 選挙区 | 退任議員     | 退任日       | 理由                 | 当選議員 | 就任日        |
| ------ | ------------ | ------------ | -------------------- | -------- | ------------- |
| 鳳至郡 | 濱中助右衛門 | 1902年3月9日 | 死去                 | 濱中音雄 | 1902年5月24日 |
| 金沢市 | 山森隆       | 1902年8月    | 衆院選当選のため辞職 | 辰村米吉 | 1902年9月15日 |

### 1903年選出
| 選挙区 | 退任議員 | 退任日        | 理由                     | 当選議員   | 就任日         |
| ------ | -------- | ------------- | ------------------------ | ---------- | -------------- |
| 珠洲郡 | 定祐福栄 | 1904年7月22日 | 日露戦争に応召されたため | 尾形小彌太 | 1904年10月15日 |
| 能美郡 | 二木茂   | 1904年12月5日 | 同上                     | 石田安兵衛 | 1905年1月18日  |

なお、鹿島郡選出の水口平内・土師唯房の2名は金沢地裁の公判に付されたため1907年1月7日に失職したが、残りの任期が短かったため議員の補充は行われなかった。

### 1907年選出
| 選挙区 | 退任議員     | 退任日         | 理由                             | 当選議員             | 就任日         |
| ------ | ------------ | -------------- | -------------------------------- | -------------------- | -------------- |
| 能美郡 | 西靖民       | 1907年12月13日 | 金沢地裁の公判に付されたため失職 | 亀淵亀次郎（政友会） | 1908年3月9日   |
| 能美郡 | 東與四兵衛   | 1907年12月13日 | 同上                             | 中谷友次郎（政友会） | 1908年3月9日   |
| 鹿島郡 | 石垣五右衛門 | 1908年7月8日   | 死去                             | 青山憲三（政友会）   | 1908年9月30日  |
| 石川郡 | 吉本永次郎   | 1909年4月10日  | 福井地裁の公判に付されたため失職 | 小林啓庵（政友会）   | 1909年6月23日  |
| 金沢市 | 木倉谷長與門 | 1910年7月19日  | 死去                             | 清水兼之（政友会）   | 1910年10月1日  |
| 鳳至郡 | 井池光忠     | 1910年7月22日  | 同上                             | 福岡栄               | 1910年10月1日  |
| 珠洲郡 | 仲谷善右衛門 | 1910年9月19日  | 同上                             | 鍋谷甚平             | 1910年10月25日 |
| 河北郡 | 多門小次郎   | 1910年11月28日 | 同上                             | 久世嘉左衛門         | 1911年2月20日  |

また、久世嘉左衛門は1911年8月10日に金沢地裁の公判に付され失職し、河合明は同年7月24日に辞職し、宮野直道は同年8月18日に辞職し、西村正則は同年8月22日に辞職したがいずれも残りの任期が僅かだったので議員の補充は行われなかった。

### 1911年選出
| 選挙区 | 退任議員   | 退任日        | 理由                   | 当選議員             | 就任日           |
| ------ | ---------- | ------------- | ---------------------- | -------------------- | ---------------- |
| 金沢市 | 高田九八郎 | 1912年7月29日 | 選挙違反のため辞職     | 乾亮（政友会）       | 1912年10月1日    |
| 鳳至郡 | 室谷久平   | 1912年8月10日 | 失格                   | 諸角友平（政友会）   | 1912年10月16日。 |
| 羽咋郡 | 折橋時太郎 | 1912年9月9日  | 同上                   | 保志場孝造（同志会） | 1913年5月1日。   |
| 鳳至郡 | 藤谷弘一   | 1913年5月15日 | 死去                   | 桜井兵五郎（同志会） | 1913年7月1日     |
| 能美郡 | 神田重義   | 1914年3月13日 | 道路疑獄発覚のため辞職 | 関戸寅松（中立）     | 1914年8月10日    |
| 能美郡 | 石堂次三郎 | 1914年5月23日 | 同上                   | 堀敏哉（中立）       | 1914年8月10日    |
| 能美郡 | 東出太平   | 1914年6月20日 | 同上                   | 石高俊二（政友会）   | 1914年8月10日    |
| 能美郡 | 表久吾     | 1914年6月30日 | 失格                   | 松田準               | 1914年10月16日   |
| 石川郡 | 石田啓太郎 | 1914年8月21日 | 辞職                   | 西村正則（政友会）   | 1914年10月21日   |
| 河北郡 | 松村宗純   | 1915年2月14日 | 死去                   | 真田吉左衛門         | 1915年4月28日    |
| 石川郡 | 西村正則   | 1915年3月27日 | 衆院選当選のため辞職   | 多川茂雄             | 1915年4月28日    |
| 能美郡 | 関戸寅松   | 1915年3月31日 | 同上                   | 中山庄右衛門         | 1915年4月28日    |
| 鳳至郡 | 桜井兵五郎 | 1915年4月1日  | 同上                   | 東與太郎             | 1915年4月28日    |
| 能美郡 | 堀敏哉     | 1915年4月7日  | 辞職                   | 中松宗五郎           | 1915年6月10日    |

### 1915年選出
| 選挙区 | 退任議員   | 退任日        | 理由                 | 当選議員             | 就任日        |
| ------ | ---------- | ------------- | -------------------- | -------------------- | ------------- |
| 石川郡 | 北川九郎   | 1916年1月7日  | 死去                 | 藤元与三郎（同志会） | 1916年3月20日 |
| 江沼郡 | 稲手吉五郎 | 1916年3月31日 | 同上                 | 稲場長平（同志会）   | 1916年6月16日 |
| 石川郡 | 藤元与三郎 | 1917年1月30日 | 死去                 | 酒井三郎平（憲政会） | 1917年3月2日  |
| 金沢市 | 辰村米吉   | 1917年5月     | 選挙違反で失格       | 西永公平（中立）     | 1917年7月7日  |
| 能美郡 | 宮川清吉   | 1917年5月     | 同上                 | 佐野幹雄（政友会）   | 1917年7月7日  |
| 能美郡 | 伊藤六松   | 1917年5月     | 同上                 | 吉田作造（政友会）   | 1917年7月7日  |
| 鹿島郡 | 敞田明六   | 1917年7月     | 選挙違反の疑いで辞職 | 林繁太郎（政友会）   | 1917年9月28日 |
| 羽咋郡 | 林庄吉     | 1917年7月     | 選挙違反で失格       | 浜辺直三（憲政会）   | 1917年9月28日 |
| 羽咋郡 | 保志場孝造 | 1918年2月17日 | 死去                 | 沢田春雄（中立）     | 1918年4月22日 |
| 金沢市 | 篠原譲吉   | 1918年5月20日 | 同上                 | 松田潤次郎           | 1919年7月2日  |

### 1919年選出
| 選挙区 | 退任議員   | 退任日        | 理由                   | 当選議員             | 就任日        |
| ------ | ---------- | ------------- | ---------------------- | -------------------- | ------------- |
| 河北郡 | 上野寛一   | 1920年4月23日 | 死去                   | 駒井松太郎（憲政会） | 1920年7月10日 |
| 金沢市 | 高島伸二郎 | 1920年5月21日 | 同上                   | 山田謙次（憲政会）   | 1920年7月26日 |
| 金沢市 | 米原於菟男 | 1922年1月     | 衆院補選当選のため辞職 | 小森新太郎（憲政会） | 1922年4月17日 |

### 1923年選出
| 選挙区 | 退任議員 | 退任日        | 理由                 | 当選議員               | 就任日        |
| ------ | -------- | ------------- | -------------------- | ---------------------- | ------------- |
| 石川郡 | 堀喜幸   | 1924年5月     | 衆院選当選のため辞職 | 吉本永次郎（政友本党） | 1924年6月22日 |
| 鹿島郡 | 青山憲三 | 1924年5月     | 同上                 | 敞田明六（憲政会）     | 1924年6月22日 |
| 鳳至郡 | 岩崎千里 | 1925年6月18日 | 死去                 | 吉国文吉（憲政会）     | 1925年7月25日 |

### 1927年選出
| 選挙区 | 退任議員   | 退任日        | 理由                 | 当選議員             | 就任日        |
| ------ | ---------- | ------------- | -------------------- | -------------------- | ------------- |
| 鳳至郡 | 大島徳太郎 | 1929年5月30日 | 死去                 | 宮丸喜作（民政党）   | 1929年8月30日 |
| 河北郡 | 多田伊太郎 | 1929年9月     | 失格                 | 北山八郎（中立）     | 1929年11月2日 |
| 金沢市 | 武谷甚太郎 | 1930年3月     | 衆院選当選のため辞職 | 坂野権次郎（民政党） | 1930年5月16日 |
| 鹿島郡 | 戸部良祐   | 1930年3月     | 同上                 | 大森玉木（民政党）   | 1930年5月17日 |
| 金沢市 | 乾亮       | 1930年6月     | 選挙違反のため辞職   | 石沢辰太郎（民政党） | 1930年8月29日 |
| 河北郡 | 清水弥三郎 | 1930年8月21日 | 辞職                 | 長山吉次（民政党）   | 1930年8月31日 |

この他、1931年8月能美郡選出の神田重義が選挙違反により失格したが、補欠選挙は行われなかった。

### 1931年選出
| 選挙区 | 退任議員   | 退任日        | 理由 | 当選議員             | 就任日        |
| ------ | ---------- | ------------- | ---- | -------------------- | ------------- |
| 金沢市 | 能村仁太次 | 1933年6月10日 | 死去 | 澤野外茂次（民政党） | 1933年8月3日  |
| 鹿島郡 | 大森玉木   | 1934年3月     | 辞職 | 栄山義太郎（民政党） | 1934年3月15日 |

この他、鳳至郡選出の高森良蔵が1935年4月10日に死去したが補欠選挙は行われなかった。

### 1935年選出
| 選挙区 | 退任議員     | 退任日        | 理由               | 当選議員             | 就任日         |
| ------ | ------------ | ------------- | ------------------ | -------------------- | -------------- |
| 金沢市 | 餝谷与右衛門 | 1936年5月18日 | 辞職               | 辻本辰之助（政友会） | 1936年5月25日  |
| 金沢市 | 寺田直義     | 1937年9月     | 選挙違反のため辞職 | 乾健多朗（中立）     | 1937年11月11日 |
| 能美郡 | 神田重義     | 1938年3月14日 | 死去               | 春木重直（民政党）   | 1938年4月23日  |
| 羽咋郡 | 岡田秀造     | 1938年2月     | 選挙違反のため辞職 | 村井栄一（民政党）   | 1938年4月23日  |
| 鹿島郡 | 大森玉木     | 1938年2月     | 同上               | 大森玉木（民政党）   | 1938年4月23日  |
| 鳳至郡 | 中島松雄     | 1938年2月     | 同上               | 中島松雄（政友会）   | 1938年4月23日  |
| 鹿島郡 | 大森玉木     | 1939年4月     | 辞職               | 池岡千秋（政友会）   | 1939年5月15日  |

また、金沢市選出の澤野外茂次は金沢市長就任のため1936年7月に辞職した。

### 1939年選出
| 選挙区 | 退任議員   | 退任日        | 理由                           | 当選議員         | 就任日        |
| ------ | ---------- | ------------- | ------------------------------ | ---------------- | ------------- |
| 金沢市 | 上野利喜雄 | 1939年12月    | 陸軍に応召                     | 乾健多朗         | 1940年3月7日  |
| 金沢市 | 小林清吉   | 1940年3月26日 | 死去                           | 岡島友作         | 1940年4月4日  |
| 金沢市 | -          | -             | -                              | 上野利喜雄       | 1943年3月     |
| 鳳至郡 | 吉国文吉   | 1943年7月20日 | 死去                           | （補欠選挙なし） |               |
| 石川郡 | 江川為信   | 1944年1月     | 辞職                           | （補欠選挙なし） |               |
| 石川郡 | 村田市太郎 | 1944年5月18日 | 死去                           | （補欠選挙なし） |               |
| 能美郡 | 米沢実     | 1944年7月15日 | 辞職                           | （補欠選挙なし） |               |
| 金沢市 | 岡良一     | 1944年9月5日  | 陸軍に応召                     | 岡良一           | 1946年7月13日 |
| 羽咋郡 | 松井吉郎   | 1944年9月22日 | 死去                           | （補欠選挙なし） |               |
| 江沼郡 | 松木幸一   | 1946年9月3日  | 死去                           | （補欠選挙なし） |               |
| 金沢市 | 武谷甚太郎 | 1947年2月28日 | 公職追放のため辞職             | （補欠選挙なし） |               |
| 金沢市 | 前川吉栄   | 1947年2月28日 | 公職追放のため辞職             | （補欠選挙なし） |               |
| 能美郡 | 春木直重   | 1947年2月28日 | 公職追放のため辞職             | （補欠選挙なし） |               |
| 河北郡 | 村弥一     | 1947年2月28日 | 公職追放のため辞職             | （補欠選挙なし） |               |
| 羽咋郡 | 村井栄一   | 1947年2月28日 | 公職追放のため辞職             | （補欠選挙なし） |               |
| 鹿島郡 | 山辺直次郎 | 1947年2月28日 | 公職追放のため辞職             | （補欠選挙なし） |               |
| 鳳至郡 | 大島新一   | 1947年2月28日 | 公職追放のため辞職             | （補欠選挙なし） |               |
| 鳳至郡 | 中島松雄   | 1947年2月28日 | 公職追放のため辞職             | （補欠選挙なし） |               |
| 珠洲郡 | 谷内星七   | 1947年2月28日 | 公職追放のため辞職             | （補欠選挙なし） |               |
| 能美郡 | 中川幸平   | 1947年4月24日 | 参議院議員選挙に当選のため辞職 | （補欠選挙なし） |               |

### 1947年選出
| 選挙区 | 退任議員 | 退任日        | 理由                   | 当選議員             | 就任日         |
| ------ | -------- | ------------- | ---------------------- | -------------------- | -------------- |
| 珠洲郡 | 浜名勝治 | 1949年1月2日  | 衆院選立候補のため辞職 | 浜名勝治（無所属）   | 1949年2月28日  |
| 金沢市 | 金子順孝 | 1949年5月28日 | 死去                   | 油谷大（民主党）     | 1949年11月13日 |
| 金沢市 | 清谷博文 | 1949年9月26日 | 辞職                   | 黒川四三二（民自党） | 1949年11月13日 |

### 1951年選出
江沼郡の山田清次郎は大聖寺町長選立候補のため1954年6月28日に辞職し、能美郡の西本弥は1954年10月29日に死去し、石川郡の谷本与三次郎は鶴来町長選立候補のため1954年11月26日辞職したが補欠選挙は行われなかった。

### 1955年選出
鳳至郡の横田象三郎が1956年6月11日に辞職し、金沢市の宮下太一は1958年11月11日に死去したが補欠選挙は行われなかった。

### 1959年選出
石川郡の浜上耕三は1963年1月31日に死去したが補欠選挙は行われなかった。

### 1963年選出
| 選挙区 | 退任議員 | 退任日        | 理由 | 当選議員             | 就任日        |
| ------ | -------- | ------------- | ---- | -------------------- | ------------- |
| 河北郡 | 木本勇   | 1963年7月5日  | 辞職 | 博多又郎（自民党）   | 1963年7月10日 |
| 金沢市 | 岡島友作 | 1964年6月4日  | 死去 | 小間井与一（自民党） | 1965年9月19日 |
| 金沢市 | 本家三郎 | 1964年7月31日 | 同上 | 瀬川英助（社会党）   | 1965年9月19日 |

また、加賀市江沼郡の中西勇二は1964年1月6日に、金沢市の瀬川英助は1966年4月19日に、小松市の森田良は1966年11月23日に、金沢市の西田与作は1967年1月17日に死去した。

### 2011年選出
| 選挙区 | 退任議員 | 退任日        | 理由                           | 当選議員           | 就任日        |
| ------ | -------- | ------------- | ------------------------------ | ------------------ | ------------- |
| 白山市 | 米光正次 | 2013年5月2日  | 死去                           | 米光勲（無所属）   | 2014年3月18日 |
| 加賀市 | 宮元陸   | 2013年9月4日  | 加賀市長選挙に立候補のため辞職 | 室谷弘幸（無所属） | 2014年3月18日 |
| 金沢市 | 川裕一郎 | 2014年2月27日 | 石川県知事選挙に立候補し失職   | 川裕一郎（無所属） | 2014年10月7日 |
| 金沢市 | 下沢佳充 | 2014年9月1日  | 金沢市長選挙に立候補のため辞職 | 白崎勇人（自民党） | 2014年10月7日 |
| 金沢市 | 石坂修一 | 2014年9月8日  | 金沢市長選挙に立候補のため辞職 | 大桑初枝（共産党） | 2014年10月7日 |
| 白山市 | 山田憲昭 | 2014年9月19日 | 白山市長選挙に立候補のため辞職 | （補欠選挙なし）   |               |

### 2018年選出
石川県知事選挙と同日に行われ、金沢市選挙区では定数１を4人で、七尾市選挙区では、定数1を2人で争った。能美市・能美郡選挙区は無投票だった。
| 選挙区       | 退任議員 | 退任日        | 理由                               | 当選議員             | 就任日 |
| ------------ | -------- | ------------- | ---------------------------------- | -------------------- | ------ |
| 金沢市       | 宇野邦夫 | 2015年7月17日 | 辞職                               | 太郎田真理（自民党） |        |
| 能美市能美郡 | 井出敏朗 | 2016年12月9日 | 能美市長選挙に立候補のため辞職     | 橋本崇史（無所属）   |        |
| 七尾市       | 西田昭二 | 2017年9月28日 | 衆議院議員総選挙に立候補のため辞職 | 高橋正浩             |        |

## その他
- 女性議員
  - 駒井志づ子（任 1951-1963、1967-1975 ）5期（自民）
  - 土用下欽子（任 1975-1987）3期（自民）
  - 宮下登詩子（任 1987-1991、1995-2011）5期（社民）
  - 尾西洋子（任 2003-2011）2期（共産）
  - 広岡立美（任 1999-2011）3期（民主）
  - 安居知世（任 2011-現職）3期（自民）
  - 大桑初枝（任 2014-2015）1期（共産）
  - 八田知子（任 2015-現職）3期（自民）
  - 太郎田真理（任 2018-現職）3期（自民）
  - 田中美絵子（任 2023-現職）（無所属）
- 多選議員
  - 金原博（任 1971-2019）12期（無所属）
  - 福村章（任 1975-1999-、2003-現職）12期（自民）[56]
  - 米沢外秋（任 1959-1972、1975-2001）11期（自民）